# Zoo Praha
Zoo Praha (oficiálně Zoologická zahrada hl. m. Prahy) je zoologická zahrada v dolní části pražské Troje, otevřená 28. září 1931. Jedná se o příspěvkovou organizaci, jejímž zřizovatelem je Magistrát hlavního města Prahy. Jde o zoo s moderními pavilony a expozicemi, která se snaží představovat zvířata v podmínkách, které se co nejvíce blíží jejich přirozenému prostředí, což umožňuje její členitý terén. Podílí se na záchraně mnoha ohrožených živočišných druhů a u některých vede jejich celosvětové plemenné knihy. Světový věhlas získal chov koně Převalského; od roku 2011 se realizuje ochranářský projekt Návrat divokých koní. V říjnu 2021 se pražská zoo právě za tento projekt a za dlouholetý přínos k záchraně koně Převalského stala držitelem nejvyššího ocenění Světové asociace zoologických zahrad a akvárií WAZA Conservation Award. Historicky jde teprve o šesté udělení tohoto světově největšího vyznamenání pro zoologické zahrady.
K 31. prosinci 2023 zoo chovala 6298 jedinců zvířat v 703 druzích.
Dlouhodobě je nejnavštěvovanější českou zoo. V roce 2011 byla poprvé překonána hranice 1,3 milionu návštěv ročně. Od roku 2016 překonává hranici 1,4 milionu návštěv, přičemž rekordní návštěvnosti bylo dosaženo v roce 2019. V roce 2009 se zoo stala dokonce nejnavštěvovanějším turistickým cílem v Česku. V roce 2018 i 2019 byla podle agentury CzechTourism třetím nejnavštěvovanějším turistickým cílem Česka, a to po Pražském hradě a lanovce na Petřín.
V roce 2007 byla prestižním časopisem Forbes Traveler zařazena mezi osm nejlepších zoo na světě. V roce 2015 se podle hodnocení uživatelů serveru TripAdvisor umístila mezi světovými zoo na 4. místě. Následně se dostala na 5. místo a toto umístění si udržela i v dalších letech.
V roce 2020 se jako jediná z evropských zoologických zahrad dostala mezi 4 finalisty prestižního ocenění WAZA Conservation Award. Waza Conservation Award je oceněním pro členské organizace WAZA za mimořádný přínos na poli ochrany přírody a biodiverzity. Zmiňován byl zejména projekt Návrat divokých koní, ale právě kvalita všech aktuálních In situ projektů (Toulavý autobus, návrat supa mrchožravého do přírody a mnohé další) umožnila Zoo Praha postoupit do finále. V říjnu 2021 toto historicky významné mezinárodní ocenění pražská zoo obdržela. Zoo Praha jako jediná v ČR chová od roku 2022 pár luskounů krátkoocasých, kterému se v roce 2023 podařil první úspěšný odchov mláděte v rámci evropských zoologických zahrad. Během roku 2024 se narodilo druhé mládě luskouna, první české mládě vombata obecného, geneticky cenné mládě orangutana sumaterského a na svět v tomto roce přišly také dvě samičky goril nížinných a další úspěšné odchovy.

## Historie

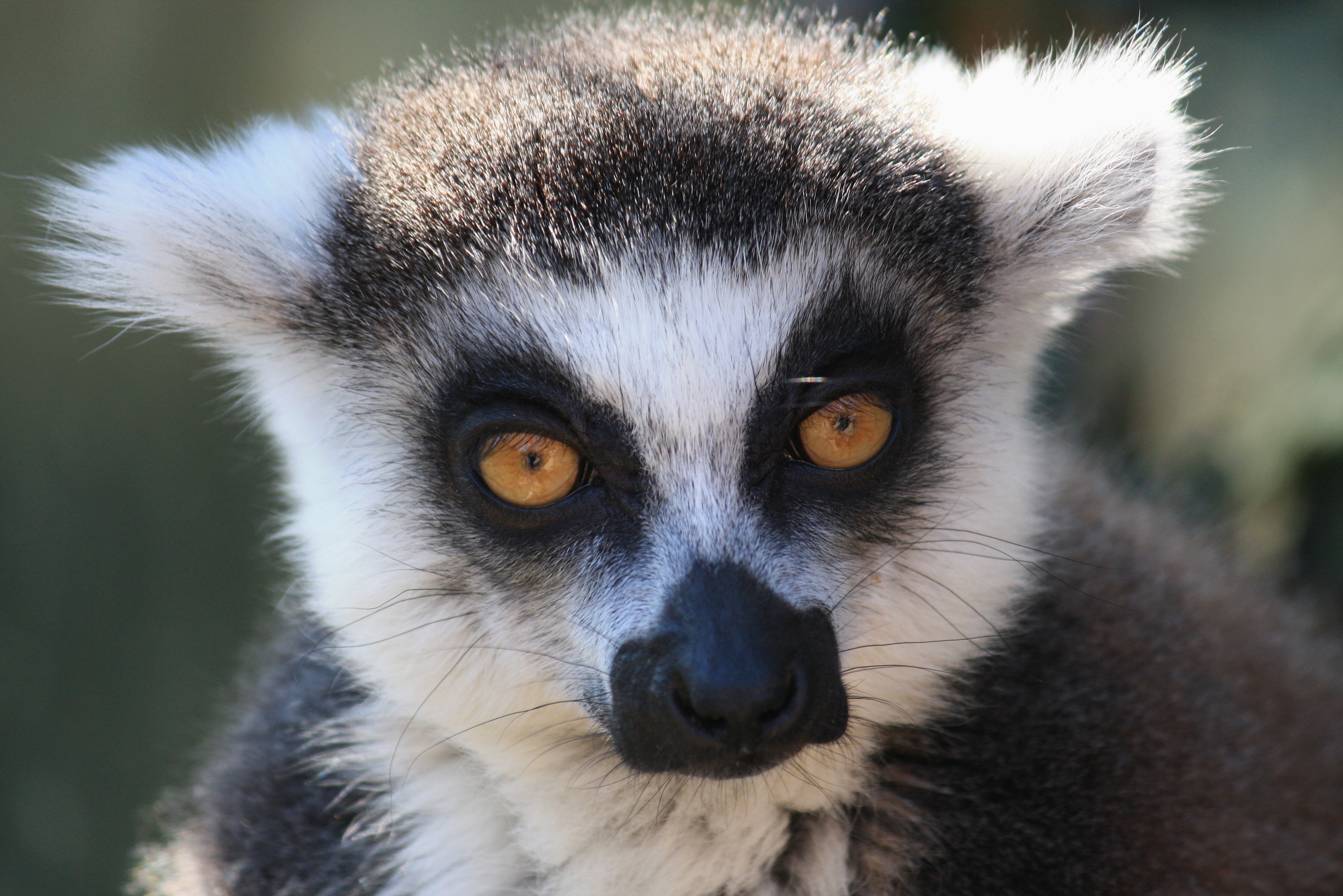
Lemur kata

### První pokusy
Prvním pokusem o založení zoologické zahrady v Praze byl otevřený dopis hraběte Mořice Sweerts-Sporcka, který 11. února 1881 otiskl pražský deník Prager Tagblatt. V něm hrabě vyzýval,[ve zdroji nenalezeno] aby na památku připravovaného sňatku korunního prince Rudolfa byla založena zoologická zahrada. I když se na tuto výzvu přihlásilo několik osob (a přišly i první peníze), byla tato myšlenka po kratších diskusích zapomenuta. Roku 1886 byla plánována ve Stromovce.
V 19. století se o založení zoo pokoušelo ještě několik osob, mezi nimi i národopisec Vojta Náprstek ze své pozice pražského radního, ale stále zůstávalo jen u prvních plánů. Jedinou výjimkou byla činnost „Spolku pro zoologickou zahradu v Praze“, který v roce 1891 založil JUDr. V. Novák. Po původním plánu umístit zoo na Nebozízku se spolek rozhodl nestavět zoo, ale vystavovat zvířata na několika místech v Praze. První částečně úspěšnou realizací této myšlenky bylo založení jedné takové stanice na Letné v roce 1896. Skládala se z ptačí voliéry, rybníka a opičince (pravděpodobně nikdy nezprovozněného). Fungovala až do roku 1906.

### Jiří Janda

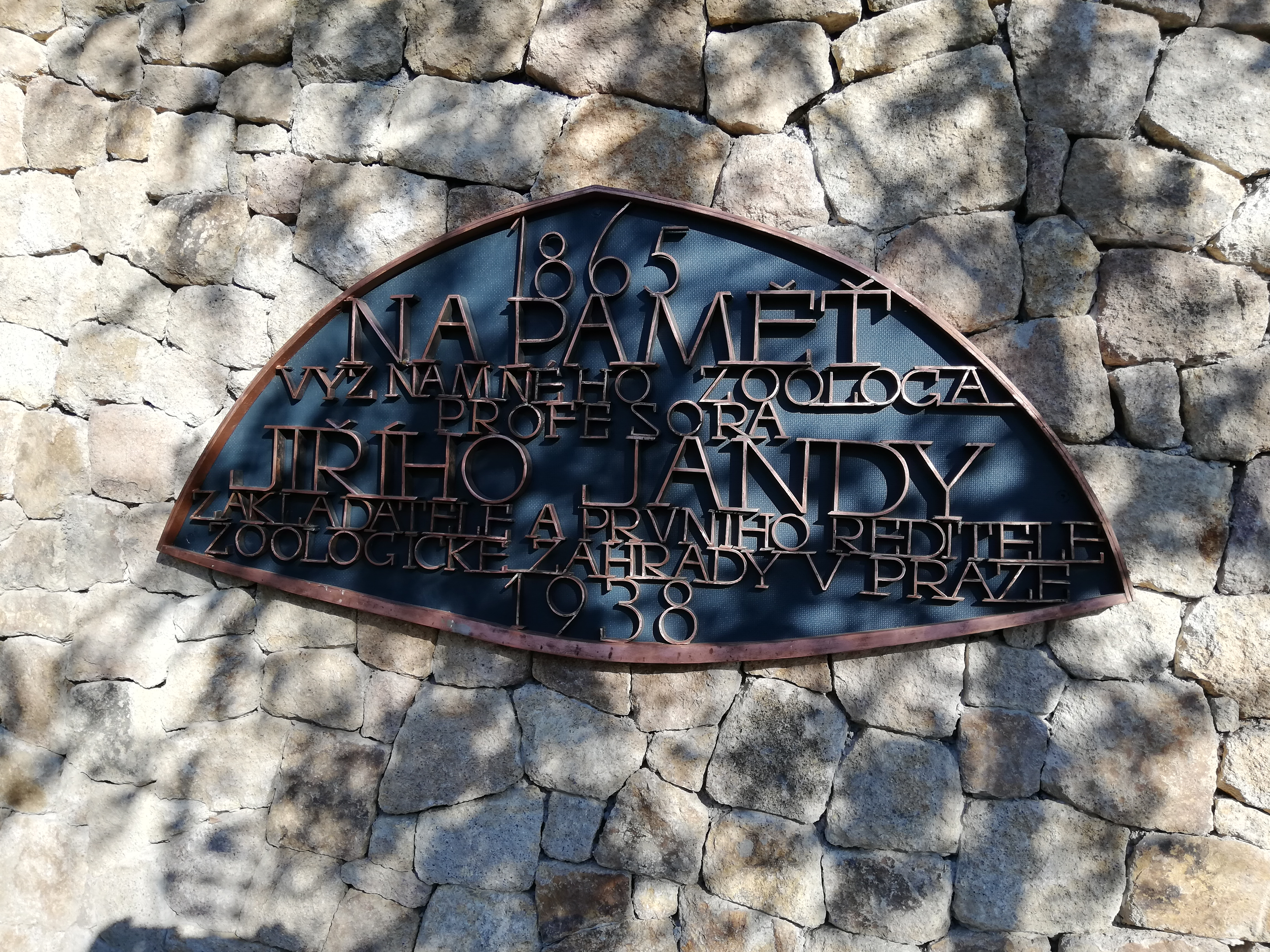
Pamětní deska Jiřího Jandy umístěná v Zoo Praha

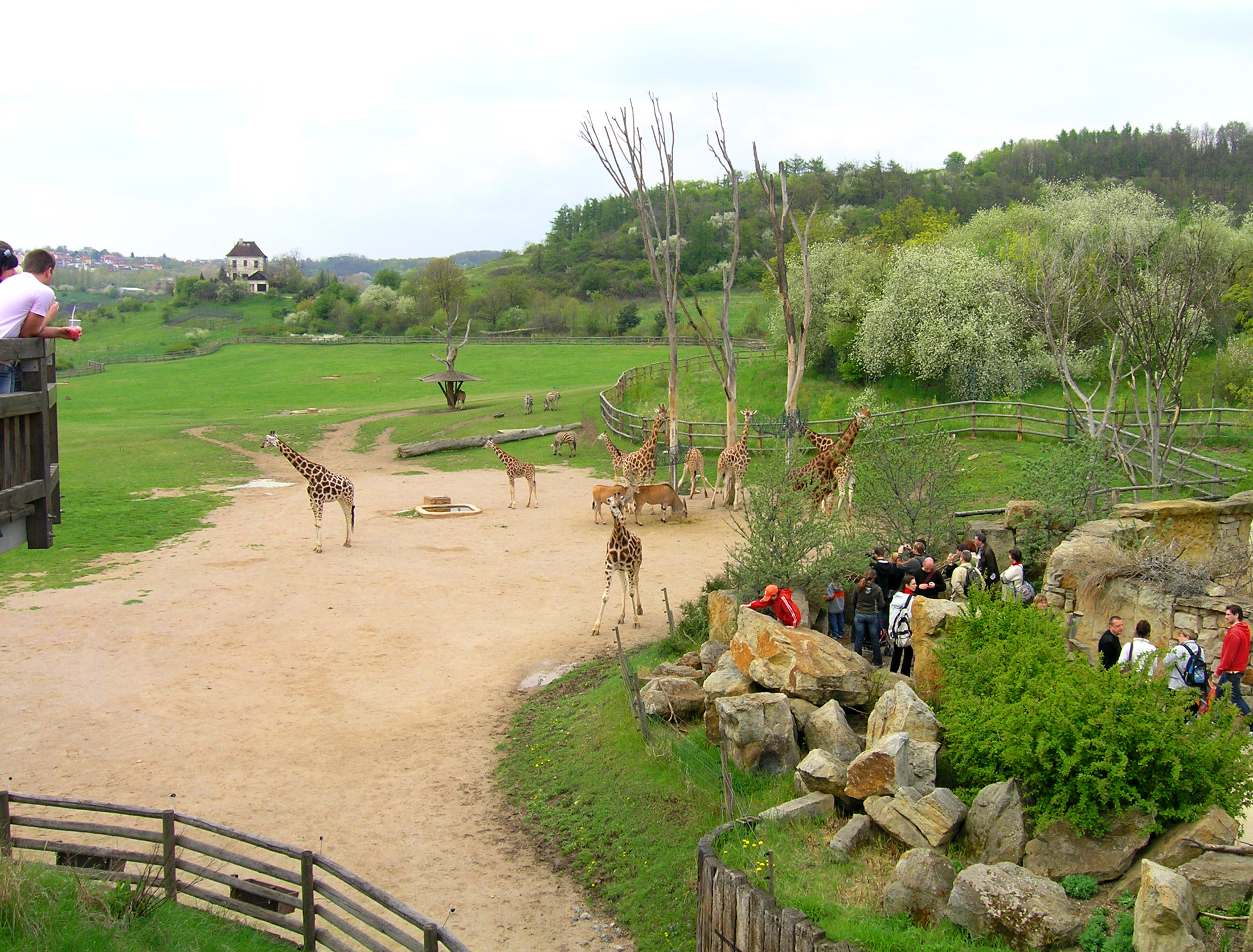
Výběh Africká savana

V roce 1904 se diskuse o založení zoo rozproudila silněji. Hlavními protagonisty byli cestovatel Vilém Němec a středoškolský profesor Jiří Janda. Přípravou vybudování zoo byl o dva roky později pověřen primátorem Prahy dr. Grošem Jiří Janda (tehdy se uvažovalo o jejím umístění na vltavském ostrově Štvanici).
Nedostatek vhodných pozemků a válka však odsunuly realizaci na pozdější dobu. V roce 1919 zvolil Poradní sbor matematicko-přírodovědecký při ministerstvu školství a národní osvěty komisi k založení pražské zoologické zahrady. Ta v roce 1923 pověřila přípravnými pracemi Jiřího Jandu. Mezitím v roce 1922 daroval velkostatkář Alois Svoboda státu pozemky v Troji s podmínkou, že na nich má být vybudována také zoologická zahrada.
V roce 1926 se konala ustavující schůze Hospodářského, nákupního a stavebního družstva Zoologická zahrada a Jiří Janda se stal jeho prvním předsedou (jím zůstal až do roku 1932). Organizoval výstavbu prvních pavilónů, terénní úpravy a další přípravné práce. Musel ale odrážet i útoky oponentů – např. spisovatele Ignáta Hermanna a především svého dlouholetého soka Viléma Němce, jehož koncepce zoo nebyla magistrátem vybrána.

### Otevření zoo a rozvoj v období Československa
Zoo byla otevřena 28. září 1931, tehdy ještě jako staveniště zoologické zahrady na ploše 24 hektarů. Jiří Janda se stal jejím prvním ředitelem.
Jako první byla postavena administrativní budova, výběh u hlavního vchodu, který byl původně určen pro vlky a navrhl jej Carl Hagenbeck a nyní slouží pandám červeným, dřevěný pavilónek pro lvy a tygry a voliéra dravců (nedochovala se, zřítila se v roce 1967 pod tíhou sněhu).
Prvním zvířetem v pražské zoo byla vlčice Lotta a po ní mladá lvice Šárka. Dalšími zvířaty byli mj. koně Převalského Minka a Ali (do té doby byli ustájeni na statku v Netlukách u Uhříněvsi). Herec Vlasta Burian daroval v roce 1934 do pražské zoo lachtany kalifornské Hýtu a Batula.
Roku 1932 do zahrady přišli i první tygři, Mitau a Bengali. Roku 1935 pak byl postaven pavilon šelem. Roku 1938 bylo v zoo, poprvé na světě, odchováno mládě kondora andského.
V březnu 1941 zoo zasáhla povodeň, voda se dostala až k pavilonu šelem pod skálou.
Roku 1944 byla do Prahy z bombardovaného Berlína přivezena hrošice Zuzana. Roku 1954 přišla do zoo první žirafa, samice Lenka.
Za druhé světové války se v zoologické zahradě konala cirkusová představení.
Po vzniku železné opony se stalo velmi náročným získávat nová zvířata do expozic. Zoologická zahrada tak uzavřela dohodu se sovětskou společností Zoocentr, že bude zajišťovat výměnu mezi západní a východní stranou opony. V průběhu let zahradou prošlo až 11 tisíc kusů zvířat, přičemž některé kusy v zoo zůstaly jako způsob uhrazení poplatku za služby při přepravě.
Od roku 1959 je ředitelem zoo Dr. Zdeněk Veselovský, o rok později je zahrada pověřena vedením mezinárodní plemenné knihy koně Převalského. V roce 1961 přišla první samice orangutana, Soňa, o dva roky později přibila i první gorila, samec jménem Titan.
Roku 1971 se narodil orangutan Kama, o rok později mláďata geparda. V roce 1978 do zoo přišli první hrabáči, Bojsa a Nebojsa. V roce 1991 byl otevřen nový pavilon velkých kočkovitých šelem.
V 70. letech byla otevřena zajímavost pro návštěvníky, sedačková lanovka. Původně měla tato lanovka vést až na Výstaviště, ale plán byl nakonec změněn a lanovka se omezila jen na krátký úsek. V tomto období se ale výrazně zpomalil rozvoj zoo, což komentoval ředitel zoo Veselovský slovy: „Je snazší dostat do zoo pár goril z Afriky než jednoho klempíře“.

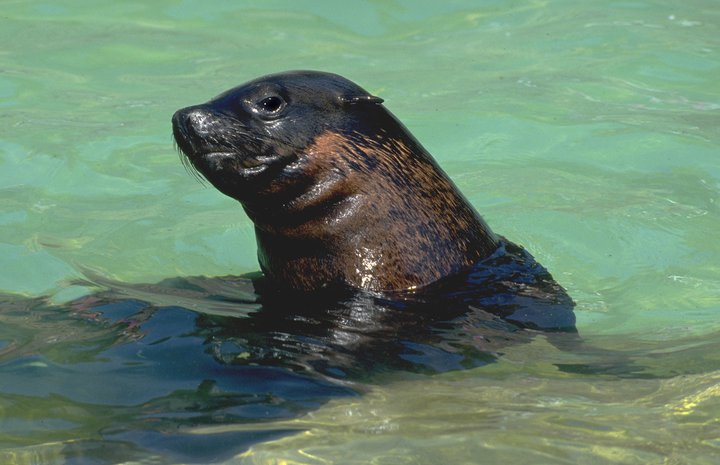
Lachtan Gaston, symbol povodní 2002

### Povodně v roce 2002
Pražskou zoologickou zahradu velmi poznamenaly ničivé povodně v srpnu 2002, kdy byla zatopena téměř polovina areálu. Zoo podle tehdejšího ředitele Petra Fejka neměla dostatečné informace, připravovala se pouze na padesátiletou vodu. Plná evakuace spodní části zahrady proto začala poměrně pozdě a některá zvířata se již přemístit do bezpečí nepodařilo.
Největší problém představovala evakuace pavilonu velkých savců. Utracen musel být agresivní sloní samec Kadir, u kterého hrozilo, že uplave (sloni jsou výborní plavci) a bude ohrožovat veřejnost. Evakuovat nebylo možné ani trojici hrochů. Samice Barborka se utopila, další samice Lentilka byla utracena, když hrozilo, že uplave. Samec Slávek přežil, po dvou dnech jej ošetřovatelé našli v patře pavilonu, kam jej voda vyplavila. Uhynul i pár hrošíků liberijských. Zachránit se povedlo dvě slonice, které bylo možné ze zaplavovaného pavilonu odvést a které byly uvázány do provizorních boxů v blízkosti hlavního vchodu.
Gorily byly přemístěny do protipovodňové věže. Ukázalo se ovšem, že voda vystoupá i tam, a bylo nutné přistoupit k evakuaci pomocí gumových člunů. Zachránit se ovšem nepodařilo samce Ponga, který ve věži nebyl nalezen. Z velkých šelem byl utracen lev Bert a jeden medvěd, jejichž evakuace byla vyhodnocena jako příliš riskantní.
Symbolem povodní se pak stal lachtan Gaston, který uplaval po Vltavě a podařilo se jej odchytit až u Drážďan. Při převozu zpět však pro velké vyčerpání uhynul. V dolní části zoo má originálně řešený podvodní pomníček.
Celkem zoo ztratila 134 zvířat, materiální škody pak přesáhly 230 milionů korun. Některé zasažené objekty čekala demolice. Namísto poničených objektů však v Troji vyrostlo několik unikátních staveb, které se svým pojetím blíží novému pohledu na funkčnost a smysl zoologických zahrad.

### Úvahy o sloučení
V roce 2008 se objevily zprávy, že již několik let (podle mluvčí botanické zahrady 10 let) se uvažuje o sloučení Zoo Praha a Botanické zahrady hl. m. Prahy. Proti sloučení a výsledkům auditu botanické zahrady se vyslovil například kurátor listnatých dřevin botanické zahrady Pavel Sekerka nebo Karel Jan Štolc. Rada hlavního města Prahy měla návrh projednat v roce 2009; od té doby však rozhodnutí nepadlo.
Uvažovalo se i o tom, že sloučenému subjektu by měl přibýt do správy i Trojský zámek.

### Povodně v roce 2013
Při povodních v roce 2013 došlo opět k zaplavení spodní části zoo. Materiální škody byly znovu velké, díky včasné evakuaci však tentokrát nedošlo k rozsáhlejším ztrátám na životech zvířat. Evakuaci usnadnilo i to, že sloni a hroši byli jen o několik měsíců dříve přestěhováni do nově vybudovaných pavilonů v horní části zoo, a starý pavilon velkých savců byl tak až na terária prázdný. Uhynuly pouze dvě čejky a několik králíků. Gorily tentokrát přečkaly záplavu v protipovodňové věži svého pavilonu. Po opadnutí vody bylo nutné některá zvířata evakuovaná ze zaplavených objektů dočasně přesunout do jiných zoo, než proběhla nutná rekonstrukce.

### Orkán Herwart v roce 2017
V 29. října 2017 přešel přes Česko orkán Herwart. Nevyhnul se ani Zoo Praha, která byla uzavřena (poprvé od červnových povodní 2013) nejen ve zmíněný den, ale také následující den, kdy byly likvidovány škody (otevřena opět dne 31. října 2017). Nedošlo k žádnému zranění zvířat, poškozeno však bylo několik vyhlídek (zejména u vlků) či seník. Polámané větve se staly zpestřením jídelníčku zvířat chovaných v zoo. Kdyby nebylo vichřice, pravděpodobně by byla překonána rekordní návštěvnost zoo z předchozího roku.
Dne 10. února 2020 došlo po více než dvou letech k uzavření zoo kvůli orkánu Sabine. Tento vítr však zoo nepoškodil.

### Pandemie covidu-19
Během koronavirové pandemie v roce 2020 byly z preventivních důvodů nejprve dne 10. března 2020 zrušeny všechny akce pro veřejnost. Dne 11. března 2020 došlo k uzavření všech pavilonů a vnitřních expozic. Dva dny později (dne 13. března 2020) byla do odvolání poprvé uzavřena celá zoo. V uzavřené zoo se následně pohybovala jen přibližně třetina běžného stavu zaměstnanců tak, aby byla zejména zajištěna péče o zvířata. Za čtyři týdny uzavření byly ztráty vyčísleny na takřka 20 mil. Kč.
Ve snaze přinášet informace o dění v nepřístupné zoo začal ředitel zoo Miroslav Bobek v pondělí dne 16. března natáčet krátká videa. Dne 17. března 2020 pak byl založen YouTube kanál Krátce ze zoo jako vlog s těmito videi a dalšími videi od chovatelů, která jsou rovněž stále k vidění na Facebooku. Každý den jsou uveřejněna videa o délce od půl minuty do dvou minut. Kanál měl dne 20. března 2020 v 10 hodin 1,31 tisíce odběratelů. Měsíc po založení odebíralo kanál na YouTube již 5,9 tisíc uživatelů (dne 17. dubna 2020 v 10 hodin) a některá z videí o slonech, gorilách a ďáblech medvědovitých přesáhla hranici 10 tisíc zhlédnutí. Do Velikonoc bylo na videích k vidění na 80 druhů zvířat.
Původní propagační kampaň tematicky zaměřená na dny zvířat byla přerušena a nahrazena kampaní s výzvou „Přijďte později“.
V dubnu 2020 se zoo ve své komunikaci soustředila na mláďata narozená v období karantény, a to mj. s cílem motivovat veřejnost k tzv. adopci či sponzoringu zvířat tak, aby byla zoo finančně podpořena. Za první měsíc přišla na svět mláďata přibližně 30 druhů. Dne 21. dubna již bylo hlášeno přibližně 130 mláďat od více než 40 taxonů. Mezi nejvýznamnější mláďata narozená v době uzavření zoo se zařadila samice slona indického, samec tapíra čabrakového či hřebec koně Převalského. Za šest dní od vyhlášení akce se nově zapojilo 197 adoptivních rodičů a 160 individuálních sponzorů, a to s podporou v celkové výši 716 318 Kč. Dne 21. dubna zoo oznámila, že 692 dárců (adoptivních rodičů a sponzorů) přispělo částkou již 1 392 871 Kč.
Zoo byla v omezeném provozu (bez vnitřních pavilonů či klasických restaurací) otevřena dne 27. dubna 2020, tedy po 45 dnech uzavření areálu. To bylo nejdéle za celou historii zoo. Dle usnesení Vlády ČR byl zaveden systém on-line nákupu vstupenek bez provozu pokladen. Maximální počet návštěvníků na den byl stanoven na 8 500. Ještě před otevřením zoo v 9:00 bylo za živého televizního přenosu pokřtěno mládě tapíra čabrakového. Jelikož se daný den slaví jak Světový den tapírů, tak Den Morseovy abecedy, dostal samec jméno Morse. První den (27. dubna) zoo prošlo 1 329 návštěvníků, o den později již 2131 osob.
Za dobu uzavření zoo (resp. od 17. března do 26. dubna) bylo na YouTube kanálu Krátce ze zoo zveřejněno 254 videí od 41 autorů (zaměstnanců zoo). Za tu dobu kanál získal 6 418 odběratelů. Celkově 178 705 diváků zajistilo 1 102 313 zhlédnutí. Aktivita na této platformě má fungovat i po otevření zoo.
V pondělí dne 27. dubna zároveň začal Český rozhlas Dvojka ve spolupráci se zoo vysílat dvanáctidílný seriál 12 mláďat v době karantény (vysíláno po dobu tří týdnů od pondělí do čtvrtka) s cílem představit 12 nejzajímavějších mláďat narozených v době uzavření zoologické zahrady pro veřejnost. V prvních dnech tak byli představeni potomci u slonů indických, lemurů kata a koní Převalského, a to vždy formou rozhovoru s chovatelem.
Vzhledem ke značnému poklesu příjmů a zároveň zájmu návštěvníků zveřejnila zoo v posledním dubnovém týdnu možnost nákupu tzv. Vstupenky na lepší časy za výrazně vyšší ceny, než je obvyklé (až 10 000 Kč) s platností do konce roku 2021. Deset podporovatelů s nejvyšším příspěvkem má být provedeno areálem zoo jejím ředitelem Miroslavem Bobkem.
V době omezeného zpřístupnění se v sobotu dne 9. května 2020 narodilo další slůně, opět samička, čímž se sloní skupina rozrostla na devět členů. Stejného dne bylo dosaženo poprvé od opětovného zpřístupnění k překonání hranice pěti tisíc návštěvníků během jednoho dne.
Pavilon měly být a byly zpřístupněny dne 25. května 2020.
V sobotu dne 30. května 2020 byl otevřen nový expoziční celek Darwinův kráter, který prezentuje australskou faunu a floru. Zároveň se jednalo o první víkendový den, navíc slunečný, bez povinnosti koupě vstupenek online. Zájem o zoo byl obrovský, a tak se areál již ve 13 hodin dostal na denní limit návštěvnosti a zoo nemohla pustit další návštěvníky.
Ode dne 4. června byl limit denní návštěvnosti nastaven Ministerstvem zdravotnictví ČR na 250 osob na hektar, v případě Zoo Praha tedy na 14 500 osob na den.
Dne 28. září se každoročně koná tradiční Výroční slavnost u příležitosti výročí otevření areálu. V roce 2020 však neproběhla podle původního plánu, aby nedošlo ke kumulaci návštěvníků ve vnitřních prostorách. Oficiální otevření pavilonu hrochů po rekonstrukci filtrace a představení hrocha Tchéca veřejnosti (dopolední část programu) tak byla vysílána prostřednictvím živých vstupů na ČT24.
Kvůli druhé vlně koronavirové pandemie byla Zoo Praha od pátku 9. října 2020 do 3. prosince podruhé uzavřena pro veřejnost.  Těchto 55 dní překonalo jarní rekord v délce období bez návštěvníků. O dění v zahradě se tak její příznivci opět dozvídali skrze YouTube kanál Krátce ze zoo a další sociální sítě. V listopadu 2020 měl vlog "Krátce ze zoo" již přes 9 tisíc odběratelů. Aby alespoň částečně podpořila příjem financí umožnila Zoo Praha nákup tzv. Stravenek , jejíž koupě přispěje na krmení vybraného druhu zvířete. Také v průběhu druhého uzavření se rodila významná mláďata. Jednoznačně jim vévodí mládě orangutana sumaterského, jehož narození připadlo na státní svátek 17. listopadu.
Tradiční rozsvícení vánočního stromečku proběhlo v přímém přenosu, součástí programu bylo i slavnostní předání ocenění Malý, Divoký a Velký Richard.
Od 3. prosince 2020 byla zoo znovu otevřena pro veřejnost, byť v omezeném režimu. Otevřené byly pouze některé pavilony, např. Pavilon šelem a plazů či Pavilon goril, pro omezený počet návštěvníků, ostatní pavilony zůstaly zavřeny. V souvislosti s přechodem do 4. stupně protiepidemického systému PES na základě usnesení vlády ze dne 14. prosince 2020 byla zoologická zahrada od pátku 18. prosince až do odvolání opět uzavřena. Třetí úplné uzavření zoo trvalo až do 15. dubna 2021  tedy celkem dalších 118 dní.
Zoologická zahrada byla s postupným rozvolňováním protiepidemických opatření nejprve otevírána pro návštěvníky v omezeném režimu  až do 22. června 2021, kdy bylo konečně možné otevřít zoologické zahrady opět bez omezení. 
Život pražské zoo během 173 dní zcela bez návštěvníků – v období od začátku března 2020 do konce února 2021 – je zachycen ve fotografické publikaci Ztichlá zoo.  Celkem byla pražská zoo v období od 13. března 2020 do 15. dubna 2021 pro návštěvníky zcela uzavřena neuvěřitelných 218 dní.

### Povodně 2024
Tlaková níže Boris přinesla v září 2024 očekávané extrémní množství dešťových srážek zejména v povodí řek Moravy a Odry, přesto se preventivním přípravám na povodně nevyhnula ani pražská zoo. Areál byl pro návštěvníky uzavřen na čtyři dny (od soboty 14. září do úterý 17. září) kvůli silnému nárazovému větru a riziku pádu stromů v podmáčené půdě. Od středy 18. září se zoo opět návštěvníkům otevřela. V sobotu 28. září pak nic nebránilo průběhu tradiční Výroční slavnosti, v tomto roce již 93. výročí otevření pražské zoo, a také 65 let Mezinárodní plemenné knihy koně Převalského, jejímž vedením byla pověřena roku 1959.

## Vývoj stavů zvířat
Počtem kusů i druhů zvířat patří dlouhodobě mezi největší zoo v Česku i Evropy. Na podzim 2018 byla pražská zoo pravděpodobně 10. druhově nejbohatší evropskou zoo.
Od roku 2005 chová zoo více než 600 druhů živočichů. Počet druhů zvířat se mezi lety 2000 a 2010 zvýšil takřka o 300 druhů, v porovnání s počátkem 90. let 20. století se zdvojnásobil. Od roku 2006 je víceméně dlouhodobě stabilní, pouze s výkyvy ovlivňujícími spíše celkový počet jedinců (často odchovy u plazů, úhyny u ryb apod.).
| rok  | kusy  | taxony | poznámky, zásadní události ovlivňující stavy zvířat |
| ---- | ----- | ------ | --- |
| 1992 | 1464  | 336    | |
| 1993 | 1429  | 348    | |
| 1994 | 1342  | 326    | |
| 1995 | 1435  | 351    | |
| 1996 | 1447  | 358    | |
| 1997 | 1467  | 366    | |
| 1998 | 1585  | 378    | |
| 1999 | 1597  | 378    | |
| 2000 | 1712  | 392    | |
| 2001 | 1981  | 415    | otevřen Africký dům + výběh Africká savana, otevřen Pavilon goril (dnešní Centrum Méfou) – plošné rozšíření zoo |
| 2002 | 1668  | 362    | pokles: srpnová povodeň (přesun zvířat do jiných zoo, úhyny) |
| 2003 | 1886  | 424    | návrat zvířat po povodni, obnovené pavilony |
| 2004 | 3829  | 532    | nové pavilony: Indonéská džungle, Afrika zblízka |
| 2005 | 4562  | 630    | od tohoto roku stavy zvířat dlouhodobě stabilní |
| 2006 | 4825  | 652    | |
| 2007 | 4298  | 665    | |
| 2008 | 5345  | 674    | výkyv počtu jedinců způsoben zásilkou trnorepů v CITES centru + nový pavilon Čambal s řadou ryb |
| 2009 | 4579  | 661    | |
| 2010 | 4422  | 672    | |
| 2011 | 4334  | 671    | |
| 2012 | 4804  | 696    | |
| 2013 | 4216  | 672    | červnová povodeň |
| 2014 | 4727  | 674    | |
| 2015 | 4716  | 681    | |
| 2016 | 4776  | 690    | |
| 2017 | 5017  | 684    | |
| 2018 | 5049  | 676    | |
| 2019 | 5375  | 678    | otevřen Rákosův pavilon |
| 2020 |       |        | otevřen Darwinův kráter |
| 2021 |       |        | |
| 2022 |       |        | otevřen pavilon Rezervace Dja a zahájen chov luskounů krátkoocasých v pavilonu Indonéská džungle |
| 2023 | 6298  | 703    | narození Šišky, samičky luskouna krátkoocasého |
| 2024 | >6000 | 700    | narozena Mobi a Gaia - dvě gorilí samičky v Rezervaci Dja, otevřena expozice Gobi a expozice jedinečných rybožravých kachen morčák paranský, Harapan - narozený sameček orangutan sumaterský, Mersey - mládě samička vombata obecného, druhé pražské mládě luskouna - samička Connie, Johanka - 86. žirafa narozená za 70 let chovu, výběr nových druhů: fosa, užovka tygří, ropucha skvrnkovaná, kachyně parníková, rajka volavá, hroznýšek tatarský |

### Nejvýznamnější odchovy za rok 2023:
Rok 2023 byl pro Zoo Praha mimořádně chovatelsky úspěšný. Narodilo či vylíhlo se zde 1234 mláďat 213 druhů savců, ptáků, plazů a obojživelníků. Vedle naprosto výjimečného odchovu prvního luskouna v Evropě – slavné Šišky – zde chronologický výběr dalších nejvýraznějších mláďat:
- luskoun krátkoocasý (Manis pentadactyla) – první odchov v Evropě
- ježura australská (Tachyglossus aculeatus) – druhé mládě v historii zoo
- tučňák Humboldtův (Spheniscus humboldti) – jedno ze čtyř mláďat bylo rodiči vyhozeno z hnízda, dokrmeno v zázemí a opět spojeno se skupinou
- nestor kea (Nestor notabilis) – adopce dokrmených mláďat vlastními rodiči
- kočkodan Brazzův (Cercopithecus neglectus) – dvě mláďata jedné matky v jednom roce
- anoa nížinný (Bubalus depressicornis) – sedmé mládě v historii zoo, nečekaný potomek starších rodičů, důležitý přírůstek pro chovatelský program
- hoko červenolaločnatý (Crax blumenbachii) – první mláďata tohoto brazilského ptáka v ČR
- sojkovec vlnkohřbetý (Garrulax lunulatus) – světový prvoodchov v pražské zoo 2011, poté úspěch 2014 a poté tři mláďata 2023
- kůň Převalského (Equus przewalskii) – první hříbě ve skupině na Dívčích hradech
- želva dlaždicovitá (Manouria impressa) – první odchov v Evropě
- plameňák růžový (Phoenicopterus roseus) – mezidruhová pěstounská péče u páru plameňáků kubánských (Phoenicopterus ruber)
- bongo horský (Tragelaphus eurycerus) – tři potomci jednoho otce, úhyn jedné z matek a péče o osiřelé mládě od chovatelů i nevlastních matek
- želva ostnitá (Heosemys spinosa) – druhá generace po rodičích, kteří byli zabaveni na počátku století v Hong Kongu jako zásilka do restaurací
- takin indický (Budorcas taxicolor) – mládě narozené mimo obvyklé období
- ibis modrooký (Threskiornis bernieri) – prvoodchov v historii zoo, jedenáctý rozmnožený druh ibisů
- pižmovka konžská (Pteronetta hartlaubii) – prvoodchov raritního druhu v ČR
- lori vlnkovaný (Trichoglossus johnstoniae) – rozmnožován od roku 2011, mládě číslo 68
- leguán kubánský (Cyclura nubila) – 25. ročník mláďat
- kormorán černobílý (Microcarbo melanoleucos) – rekordní odchov 15 mláďat, pražská skupina největší v lidské péči na světě
- dikobraz palawanský (Hystrix pumila) – desáté mládě v historii zoo, důležitý přírůstek pro chovatelský program

## Návštěvnost
Zoo Praha je dlouhodobě nejnavštěvovanější českou zoo.
Návštěvnost zoo prvně překročila hranici jednoho milionu návštěv během jednoho roku v roce 2005, a to v návaznosti na otevření pavilonu Indonéská džungle a narození prvního gorilího mláděte v Česku – samičky Moji. Od té doby se pravidelně drží nad touto hranicí a průběžně se zvyšuje. Poprvé přes hranici 1,4 mil. návštěv se návštěvnost dostala v roce 2016, kdy areál zaznamenal 1 448 353 vstupů. V roce 2017 činila návštěvnost o 3227 návštěv méně. Předpokládá se, že pokud by zoo nemusela být uzavřena kvůli vichřici Herwart, návštěvnický rekord z roku 2016 by byl překonán. V roce 2018 byl miliontý návštěvník přivítán 21. 8., tedy o dva dny později než v předchozím roce, ale návštěvnost následně opět překonala 1,4 mil. návštěv. Aktuálně platný rekord návštěvnosti byl dosažen v roce 2019: 1 456 526.
18. dubna 2017 byl přivítán jubilejní návštěvník s pořadovým číslem 60 milionů.
20. srpna 2024 - miliontý návštěvník ve stejném termínu jako v předcovidovém roce 2019. Celkem přišlo v roce 2024 do pražské zoo 1 387 433 návštěvníků.
| Rok  | Návštěvnost | Datum přivítání miliontého návštěvníka | Poznámky (významné události ovlivňující návštěvnost) |
| ---- | ----------- | -------------------------------------- | --- |
| 1991 | 451 124     |                                        | |
| 1992 | 504 111     |                                        | |
| 1993 | 456 406     |                                        | |
| 1994 | 470 282     |                                        | |
| 1995 | 486 838     |                                        | |
| 1996 | 544 886     |                                        | |
| 1997 | 527 660     |                                        | |
| 1998 | 556 000     |                                        | |
| 1999 | 614 974     |                                        | |
| 2000 | 635 019     |                                        | |
| 2001 | 657 521     |                                        | otevření Afrického domu, pavilonu goril a dalších expozic (70. výročí založení) |
| 2002 | 527 061     |                                        | povodeň |
| 2003 | 613 920     |                                        | otevírání po povodni opravených pavilonů a expozic |
| 2004 | 971 883     |                                        | v závěru roku první mládě gorily Moja; otevření pavilonu Indonéská džungle, do té doby nejdražší stavby v českých zoo |
| 2005 | 1 214 927   | 20. 9.                                 | vliv otevření pavilonu Indonéská džungle a gorilího mláděte // poprvé překročena hranice 1 mil. a zároveň rovnou přes 1,2 návštěv |
| 2006 | 1 112 830   | 20. 10.                                | |
| 2007 | 1 266 944   | 28. 8.                                 | |
| 2008 | 1 196 954   | 17. 9.                                 | |
| 2009 | 1 296 579   | 28. 8.                                 | |
| 2010 | 1 185 320   | 24. 9.                                 | |
| 2011 | 1 371 797   | 27. 8.                                 | otevření Gočárových domků, mláďata tygrů sumaterských // poprvé překročena hranice 1,3 mil. návštěv |
| 2012 | 1 285 548   | 6. 9.                                  | |
| 2013 | 1 115 091   | 27. 10.                                | otevření Údolí slonů a pavilonu hrochů v horní části zoo, narození první pražského slůněte; povodeň |
| 2014 | 1 382 243   | 24. 8.                                 | otevření Velemlokária |
| 2015 | 1 318 382   | 10. 9.                                 | horké léto |
| 2016 | 1 448 353   | 16. 8.                                 | narození dvou slůňat // do té doby historicky nejvyšší návštěvnost |
| 2017 | 1 445 126   | 19. 8.                                 | vichřice Herwart, příznivé letní počasí |
| 2018 | 1 427 491   | 21. 8.                                 | příznivé teplé jaro, příliš horké léto // třetí nejlepší výsledek v historii, potřetí v řadě přes 1,4 mil. návštěv |
| 2019 | 1 456 526   | 20. 8.                                 | otevření Rákosova pavilonu // historicky nejvyšší návštěvnost, počtvrté v řadě přes 1,4 mil. návštěv |
| 2020 | 851 623     |                                        | již 27. února 100 000. návštěvník; úplné uzavření zoo od 13. března do 26. dubna (45 dní) kvůli šíření koronaviru v Česku, následně v omezeném režimu (např. bez pavilonů), od 18. prosince zoo opět uzavřena; narození dvou slůňat, otevření expozice Darwinův kráter a pavilonu hrochů po rekonstrukci filtrace |

## Stavby a expozice
Zatímco horní část zoo má přehledné rozložení s rozlehlými výběhy a několika velkými pavilony, dolní část je v tomto smyslu členitější – velké množství užších cest, řada menších staveb i velkých pavilonů. Ačkoliv je původní areál zoo součástí spodní části, další rozvoj v druhé polovině 20. století směřoval zejména do horního areálu. Dolní část u Vltavy se více rozvíjí opět až od počátku 21. století.

### Pavilony

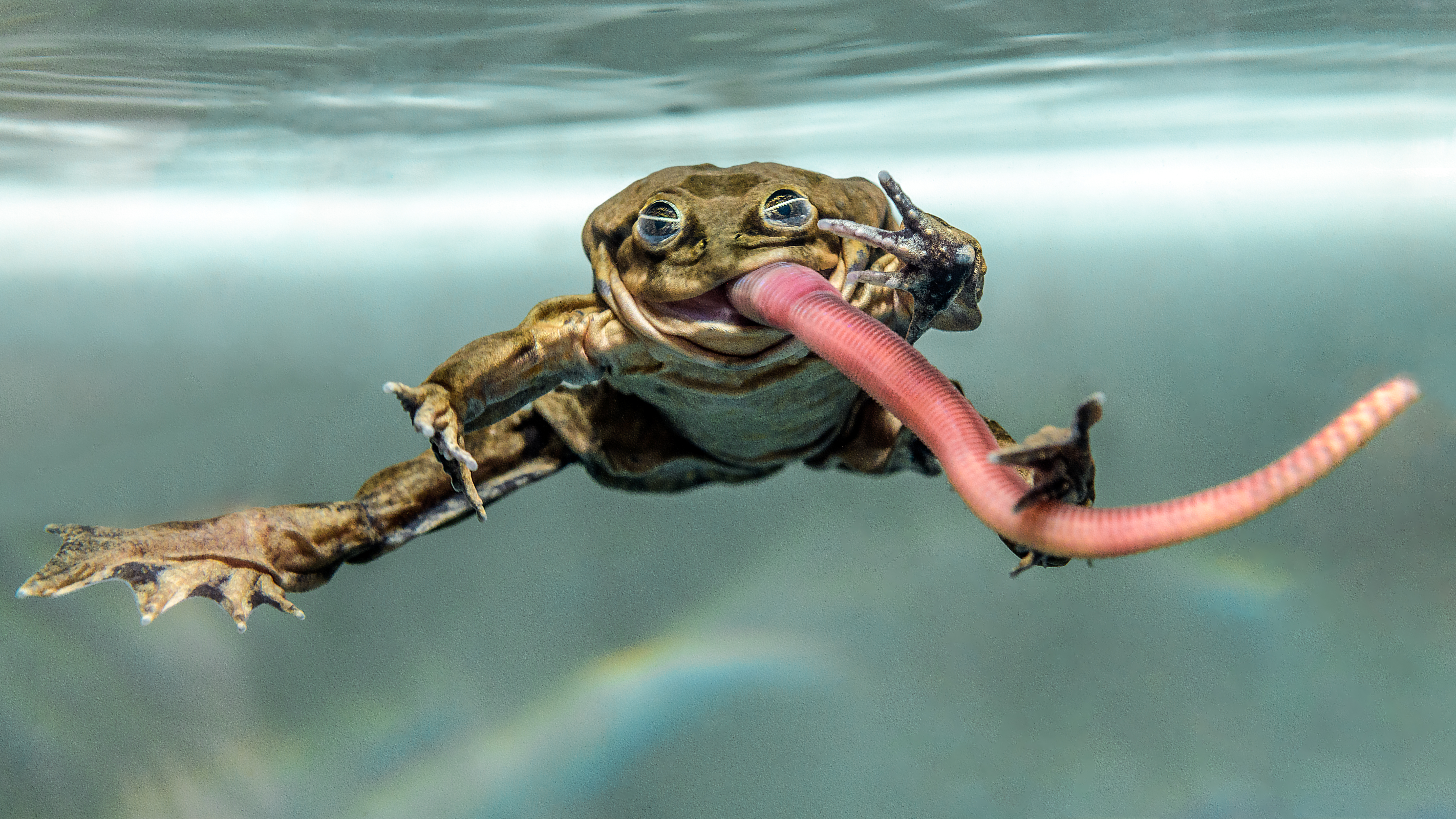
Vodnice posvátná v expozici Titicaca

V Zoo Praha se v červnu 2024 nacházelo 15 veřejnosti přístupných pavilonů.
V dolní části zoo se jedná o:

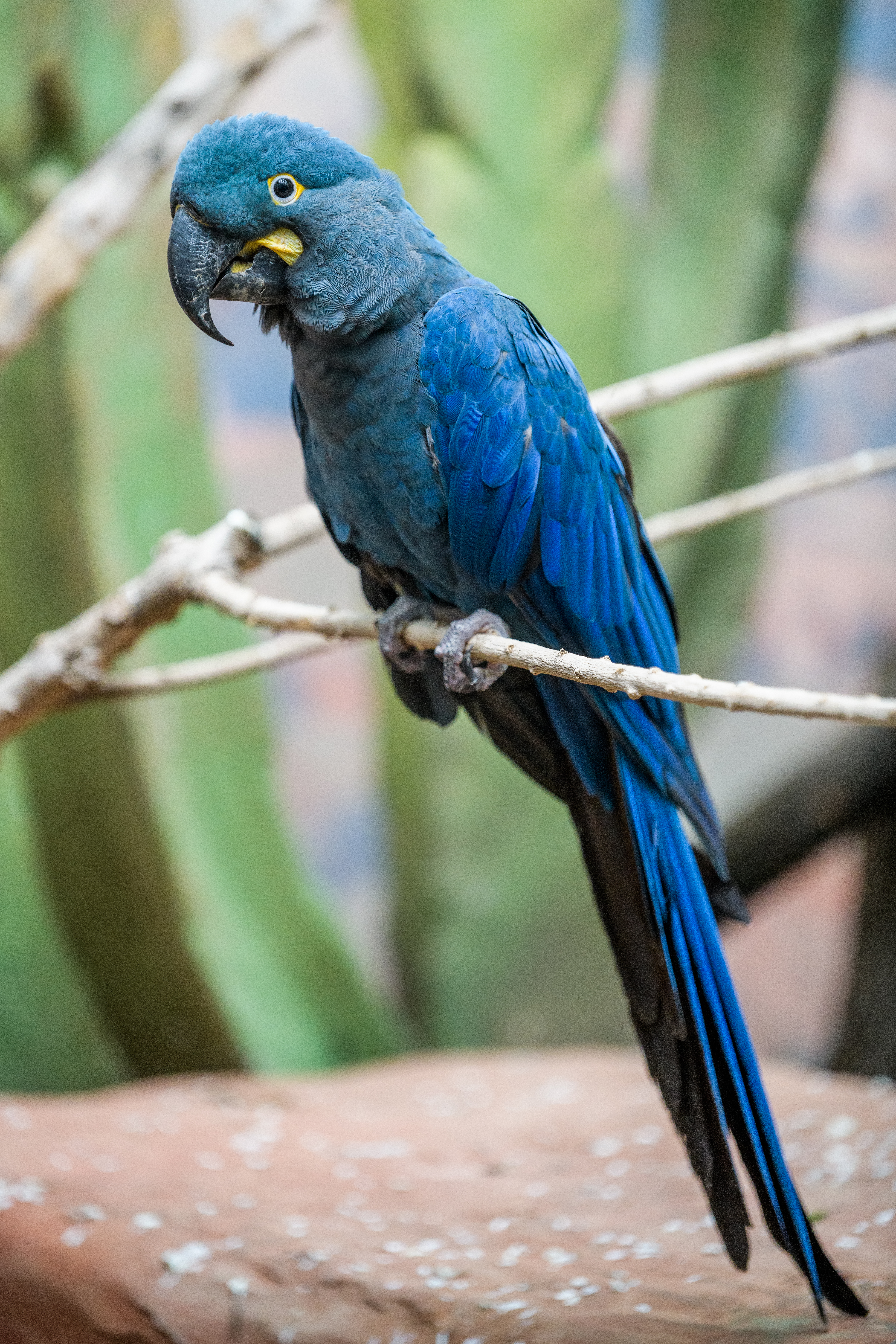
Ara Learův v Rákosově pavilonu

- Pavilon tučňáků (otevřen 1986, otevření po velké rekonstrukci 2004)
- Čambal – pavilon gaviálů indických a několika druhů vodních želv (otevřeno 2008), u druhu želva korunkatá proběhl v Zoo Praha v roce 2012 světový prvoodchov, od srpna 2021 zde žije několik jedinců želvy batagur bengálský (jediné místo mimo Asii), během povodní 2013 zvládl pavilon zaplavení[100]
- Terárium (bývalý pavilon velkých savců s teráriem) – dnes součást areálu Rezervace Bororo (otevřeno 1973), v červenci 2019 otevřena nová expozice Titicaca s vzácnými žábami vodnicemi posvátnými
- Pavilon Sečuán – pavilon prezentující ptačí faunu podhůří Himálaje (otevřen 2004, rekonstrukce 2018), 22. července 2023 otevřená rozšiřující Voliéra Sečuán [101]
- Pavilon velkých želv – želvy sloní, želvy obrovské, mladí varani komodští, doplňkově další druhy želv (otevřen 1998), od jara 2025 nahradil skupinu varanů komodských v nově upravené expozici druh varan Salvadoriův (tito ještěři bylo v Zoo Praha chováni již v letech 1994–2004).[102]
- Centrum Méfou (dříve Pavilon goril) (otevřen 2001) – více viz Gorily v Zoo Praha
- Velemlokárium – pavilon velemloků čínských (otevřen 2014), od otevření do prosince 2024 zde žil Karlo, největší velemlok v Evropě,[103][104] v suchozemských expozicích tohoto chladného pavilonu atraktivní had chřestýšovec mangšanský a také výjimečná houbožravá želva dlaždicovitá, kterou se v Zoo Praha podařilo v roce 2023 rozmnožit poprvé v Evropě.
- Pavilon šelem a plazů (otevřen 1991, otevření po 1. velké rekonstrukci 2004, otevření po 2. velké rekonstrukci 2012)
- Rákosův pavilon (otevřen 2019) – pavilon vzácných papoušků a exotických ptáků[105][106]

V horní části zoo se jedná o:
- Pavilon Indonéská džungle (otevřen 2004)
- Pavilon Afrika zblízka (otevřen 2004)
- Africký dům (otevřen 2001)
- Pavilon hrochů (otevřen 2013, po rekonstrukci filtrace otevřen 2020[107]) – více viz Chov hrochů v Zoo Praha
- Údolí slonů (otevřen 2013) – více viz Chov slonů v Zoo Praha
- Pavilon Rezervace Dja (otevřen 2022) – nový pavilon pro gorily (viz Gorily v Zoo Praha), guerézy a další menší africkou faunu[108]

### Expoziční celky
| Ptačí mokřady                         | Expozice nacházející se v oblasti podmáčených luk blízko pavilonu šelem, otevřená v současné podobě roce 2010, nabízí systém haťových lávek, několika výběhů a čtyř voliér (z toho dvou průchozích), odkud lze pozorovat vodní ptactvo. V době otevření byly voliéry rozděleny geograficky a představovaly biotopy Eurasie, Afriky, Austrálie a Jižní Ameriky. V roce 2020 byla australská voliéra přetvořena na druhou jihoamerickou a část australských ptáků se přestěhovala do expozice Darwinův kráter. Nejznámějšími obyvateli jsou jeřábi, kachny, ibis rudý nebo čejky. Velkou raritou je člunozobec africký chovaný jen ve třech evropských zoo. Největším unikátem je od března 2024 chovná skupina rybožravých brazilských kachen morčák paranský - pražská zoo je druhá na světě a první mimo Jižní Ameriku, kde lze tento kriticky ohrožený druh pozorovat. |
| Vodní svět a opičí ostrovy            | Expoziční celek otevřený roku 2005 je koncipován jako komplex travnatých ostrůvků a vodních ploch, propojených stezkami a lávkami. Expozici obývají jednak živočichové, pro které je voda přirozené prostředí (např. vodomilní tapíři, mokřadní antilopy, čápi, plameňáci nebo jiné vodní ptactvo) a také ti, kterým tvoří vodní příkop bariéru, tedy především různé druhy opic a poloopic (gibon stříbrný, chápan středoamerický, gueréza pláštíková, kotul veverovitý, vari bělopásý). V břehových porostech pak žijí živočichové jako skokani skřehotaví či slípky zelenonohé. Prosklené stěny umožňují pohled do intériérních oblastí i v zimních měsících. |
| Pláně                                 | Nachází se v oblasti náhorní plošiny, která vznikla z naplavenin řeky Vltavy, nedaleko horní stanice lanovky. Rozprostírají se tu prostorné výběhy, které obývají především ohrožené druhy býložravců, např. kůň Převalského (zoo se zásadně podílí na jeho návratu zpět do mongolské přírody – Návrat divokých koní), přímorožec šavlorohý (ve volné přírodě se již nevyskytuje), velbloud dvouhrbý, zubr evropský, jelen lyrorohý či bizon. Expozice psounů prériových – poblíž výběhu bizonů – otevřena v srpnu 2019. |
| Dravci                                | Soustava voliér v dolní části zoo. Obývají ji různé druhy dravců, např. orel východní, sup mrchožravý, krkavec nebo seriema. |
| Bažantnice                            | Voliéry zejména tropických druhů ptáků v dolní části zoo. Část voliér ustoupila výstavbě nové expozice australské fauny. Kolekce sojkovců, dále např. ibis madagaskarský, kagu chocholatý (vystaven od 2019), dvojzoborožec indický, majna žlutolící, holub nikobarský. Nejnovější voliéry se nacházejí u pavilonu tučňáků (v nich žije např. ketupa malajská). V roce 2024 světově jedinečný prvoodchov mláděte ketupy Pelovy. |
| Dětská zoo                            | Oblast v dolní části areálu, otevřená v roce 2005. Je koncipována jako velký selský statek i s rybníkem a potokem. Expozici obývají domácí zvířata jako kur domácí, králík domácí, kůň, prase domácí, lama, nutrie. Jsou zde průchozí ohrady s ovcemi a kozami, v další části lze najít exotické domácí mazlíčky běžně chované v domácnostech, např. morčata. |
| Papouščí stezka                       | Cesta v horní části zoo se čtyřmi domky s voliérami a jednou průchozí voliérou, otevřená v roce 2009. Expozici obývají papoušci Asie a Austrálie. Voliéry mají dřevěné konstrukce a prostředí, které se nejvíce podobá tomu přirozenému. Nejznámějšími papoušky tu jsou loriové, loríčkové, lorikulové. |
| Lachtani                              | Expozici v dolní části zoo tvoří velký mělký bazén napodobují skalnaté pobřeží s prosklenými stěnami. Expozice z počátku 90. let 20. století prošla v letech 2008 a 2009 rozsáhlou přestavbou a rozšířením. Bazén, vybavený čedičovými bloky i se skluzavkou, obývá skupina lachtanů jihoafrických. V těsné blízkosti bazénu se nachází tribuna s kapacitou 250 míst k sezení, odkud lze sledovat komentovaná krmení a lachtaní show, které se konají několikrát denně. Lachtany lze sledovat i z umělé jeskyně pod hladinou. Na expozici lachtanů navazuje expozice tučňáků s pavilonem. |
| Skalní masiv                          | Skalní část v jižní části zoo, která byla poskytnuta horským kopytníkům – lze je sledovat i ze stezky Zakázanka. Najdeme zde tahra himálajského, kozorožce kavkazského a voliéru s orlosupy. Magoti sdílejí výběh s paovcemi. |
| Severský les                          | Expoziční celek Severský les byl do současné podoby vybudován po roce 2000. Nachází se v chladné, lesnaté části zoo. Výběhy umístěné v hustém porostu stromů obývají např. tygr ussurijský, levhart mandžuský, vlk eurasijský, los evropský, sob karelský, nahur modrý, jelen bělohubý, ovce tlustorohá nebo sovy. Návštěvníci je mohou sledovat přes prosklené stěny, z dřevěných vyhlídek a lávek. |
| Voliéry pod skalou                    | Expozice tří průchozích voliér: Africké skály (otevřená 2004), Laguna, dříve Dunajská delta (2004) a Velká voliéra dravců (1972). Africké skály nabízejí soustavu jezírek a skal, vhodných k hnízdění. Obývají ji např. ibis skalní, vrubozobí či vodní ptáci. Dunajská delta přiléhá k pavilonu Sečuán a obývají ji převážně vodomilní mokřadní ptáci jako např. kolpíci bílí. Velká voliéra nabízí různé druhy dravců včetně supů (byla otevřena na místě původní Jandovy voliéry, která existovala již od vzniku zoo). |
| Ostrov lemurů                         | Velký ostrov v dolní části zoo, který od pevniny odděluje 3,5 m široký vodní příkop byl otevřen v roce 2005 a nabízí soustavu stezek a kaskád, kde lze sledovat lemury z bezprostřední blízkosti. Ubikaci vyprojektoval akademický architekt Josef Pleskot. |
| Příroda kolem nás                     | Dvě průchozí voliéry, rybník a potok v dolní části zoo poblíž Dětské zoo |
| Austrálie                             | Výběhy klokanů, kasuárů, emu hnědých – v horní části zoo, mezi expozicí ledních medvědů a horní stanicí lanovky. |
| Darwinův kráter: Tasmánie a Austrálie | Nová expozice australské fauny v dolní části. Počátek výstavby nové expozice pro klokany, ďábly medvědovité a do budoucna také pro vombaty byl oznámen dne 10. července 2018. Expozice měla být otevřena při zahájení hlavní návštěvnické sezony 2020, konkrétně 28. března 2020, kvůli opatřením proti šíření epidemie koronaviru se ale termín odsunul na 30. května 2020, kdy opravdu došlo k otevření areálu. Vombat obecný žije v pražské zoo od 2021. |
| Gobi                                  | Otevřeno při zahájení 93. sezony v březnu 2024. Nová podoba výběhu a zázemí pro koně Převalského, pavilon drobných živočichů mongolské pouště, expozice manulů, odkazy na mongolskou historii a kulturu a také expozice k úspěšnému projektu Návrat divokých koní |
| Ballova pyramida                      | Otevřeno v březnu 2025 při zahájení 94. sezóny. Prostor pojmenovaný podle skaliska v Tasmanově moři, vedle areálu hřiště Rezervace Bororo (obojí v prostoru bývalého pavilonu velkých savců): expoziční celek a chovatelské zázemí kriticky ohrožené strašilky humří, seznamující návštěvníky s mimořádným příběhem tohoto hmyzího druhu |

### Památkově chráněné stavby
- Černohouska – původně viniční usedlost byla přestavěna na malou restauraci, dnes cukrárna. Nachází se poblíž horní stanice lanové dráhy.
- Sklenářka – původní usedlost
- Gočárovy domky – původně tři stavby byly postaveny Josefem Gočárem jako první odbavovací hala pro letiště ve Kbelích. Při úpravách letiště byly dva dochované domky přeneseny do Zoo Praha, v roce 2011 po rekonstrukci otevřeny veřejnosti[125] – Galerie Gočár a restaurace

### Další stavby
- Lanová dráha otevřená roku 1977
- Rozhledna Obora (2009–2018) – vybudována a zpřístupněna v roce 2009, v roce 2018 z důvodů zhoršení stavu demontována.[126]
- Papírna s výrobou papíru ze sloního trusu – otevřeno dne 25. března 2016[127]
- Budova toalet s expozicí trusu a koprolitů – otevřeno dne 30. března 2019[128]
- Morový sloup

### Výstavní prostory a expozice
- Galerie Gočár (Galerie Gočárův dům) – umístěna v jednom z Gočárových domků, krátkodobé výstavy
- Jurta u výběhu koní Převalského, poblíž horní stanice lanovky – fotografické výstavy, otevřena v červenci 2014[129] – jaro 2019: výstava Orlí lovci[130], zima 2019/2020: Jak se divokým koním vrací svoboda: Ze skicáře malíře Jana Sováka[131]
- Stálá expozice trusu a koprolitů – za pavilonem tučňáků v dolní části zoo, zpřístupněno dne 30. března 2019[128]
- Expozice ankusů v pavilonu v Údolí slonů, zpřístupněno dne 27. listopadu 2016[132]
- Výstavní terasa u vzdělávacího centra v dolní části zoo – příklady krátkodobých výstav: jaro 2019: První jízda Toulavého autobusu,[130] od 4. ledna 2020: Ukradená divočin,.[131] Společně pro Austrálii (do 20. září),[133] od 28. září 2020 Fotím v Zoo Praha[107]

### Další zajímavosti
- Geostezka – geologická naučná stezka spojující dolní a horní část zoo[134], otevřena 31. března 2012 za účasti Zuzany Norisové a Ondřeje Brzobohatého, v červnu 2012 doplněná o paleontologické naleziště – hřiště a prodejní galerii minerálů a fosilií[135]
- naučná stezka věnovaná osobnosti ředitele Zdeňka Veselovského – poblíž občerstvení Obora na nejvyšším místě zoo
- Historická štola a protiletecký kryt – v dolní části zoo, naproti voliéře Dunajská delta, u vstupu na stezku Zakázanka, otevřena 4. května 2014[136]
- Zakázanka – vyhlídková cesta spojující dolní a horní část zoo, prochází cenným územím chráněným jako Přírodní památka Skály v zoologické zahradě, expozice evropských plazů
- sochy v areálu zoo – např. socha Radegasta
- Trnovník pražský – u hlavního vchodu; pravděpodobně největší exemplář kultivaru Robinia ‘Pragense‘, který ve 20. letech 20. století vyšlechtil Josef Vik v Zahradnictví Ďáblice.[137]

### Plánované expozice
- Arktida – Plánuje se také výstavba nového expozičního celku Arktida zejména pro lední medvědy. Na projekt Arktida byl v listopadu 2023 schválen rozpočet 1,2 miliardy korun oproti původně předpokládané ceně 870 milionů korun. Zvýšení nákladů o 330 milionů korun schválili pražští radní. Důvodem je zvyšování cen stavebních prací, materiálů a obecná inflace.[138] Tato pořizovací částku vzbudila ohlas.[139] Umístění v severozápadní nejchladnější části zoo.[140] Základní kámen odhalen v březnu 2025.[141][142]
- Amazonie – V plánu je pavilon Amazonie, který by měl vyrůst na místě rezervace Bororo. Domov by v něm měli najít kapustňáci, harpyje nebo jaguáři.

Uvažovalo se i o pavilonu pro pandy velké. O zapůjčení pand jednalo Česko s Čínou, stavební povolení mohlo být dle informací z léta 2017 vyřízené v roce 2019. Později však nebyla tato jednání obnovena.

### Výběh koně Převalského na Dívčích hradech
19. dubna 2021 byly do nového výběhu na téměř dvacetihektarové pláni na Dívčích hradech v Hlubočepích vypuštěny čtyři klisny koně Převalského. Později k nim přibyl ještě hřebec a v roce 2023 první nově narozené hříbě ve skupině.

## Činnost

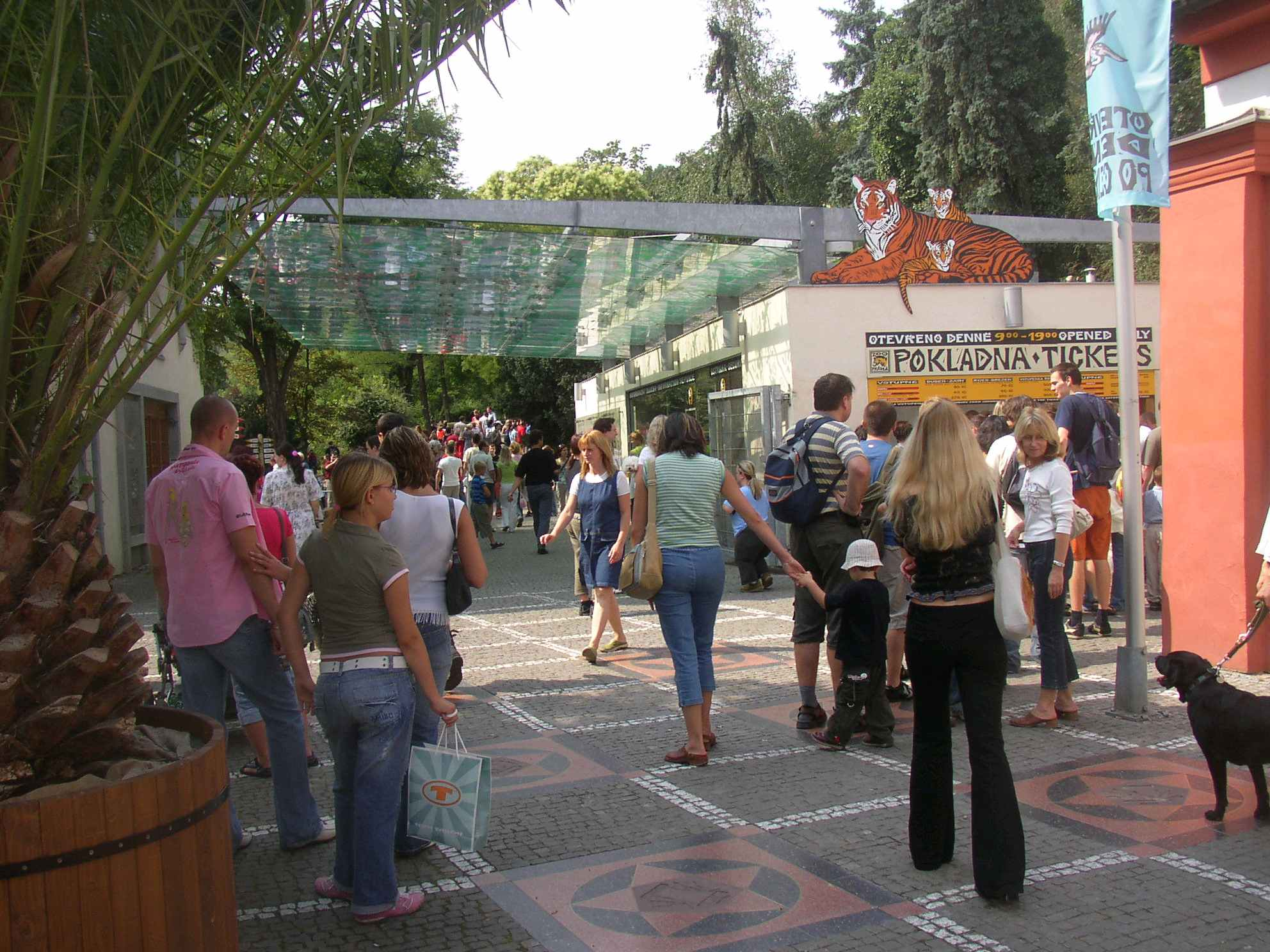
Hlavní vchod do pražské zoo s „chodníkem slávy“ představujícím otisky nohou některých populárních chovanců

Zoo Praha je členem Světové asociace zoologických zahrad a akvárií (WAZA), Evropské asociace zoologických zahrad a akvárií (EAZA) a jiných organizací. Účastní se mnoha záchovných a reintrodukčních programů. Od roku 2004 je Zoo Praha i oficiálním záchranným centrem CITES pro zabavená zvířata. 
Od roku 1999 zoo pro veřejnost vydává časopis Trojský koník, který informuje primárně o novinkách v zoo.
Pražská zoo nabízí mnoho vzdělávacích programů jak pro školy, tak i pro širokou veřejnost. Mezi ně patří i přednášky v budově vzdělávacího centra, průvodci po zoo, komentovaná krmení zvířat a mnoho dalších. Zoo Praha také spolupracuje s Přírodovědeckou fakultou Univerzity Karlovy, Českou zemědělskou univerzitou a jinými vysokými školami. V rámci vzdělávacího poslání se také snaží jít příkladem a praktikovat ekologické přístupy. 
V zoo ke konci roku 2018 pracovalo 234 osob (v hlavní činnosti), nejvíce z nich v chovatelských odděleních zoologického útvaru.
Celkové náklady Zoo Praha za rok 2018 dosáhly 443 mil. Kč.

## Ochranářské aktivity
Moderní zoologické zahrady se snaží plnit několik úkolů. Jedním z těch, jejichž role stále více stoupá, je ochranářská práce. Ochrana přírody může probíhat buď ex-situ (tj. vlastní odchov zvířat v zoo), nebo in-situ (ochrana druhů a biotopů v místě původu/výskytu). Ne všude je však ochrana přímo v místě původního rozšíření možná, a tak je nutné budovat záložní populace v zoologických zahradách.

### Ochrana ex-situ
Pro chov zvířat v lidské péči je nezbytná vzájemná spolupráce mezi zoologickými zahradami a dalšími zařízeními, zvláště pak u ohrožených druhů. Zoo Praha se zapojuje do evropských i mezinárodních programů, v rámci nichž je koordinován chov řady ohrožených druhů živočichů. Některé tzv. záchovné programy a plemenné knihy vede přímo Zoo Praha. Jiné druhy, v jejichž chovu je úspěšná, může koordinovat jiná významná zoo. Pro některé ohrožené druhy ale není záchovný program (popř. plemenná kniha) připraven, neboť je počet úspěšných chovatelů příliš malý. Na jaře 2018 spravovala zoo celkem 15 plemenných knih.

#### Seznamy druhů, pro něž vedla zoo plemenné knihy, záchovné programy a monitoringy ke konci roku 2019

##### Evropský chovný program (EEP)
- komba ušatá
- bažant Edwardsův
- sup mrchožravý

##### Evropská plemenná kniha (ESB)
- hroznýšovec kubánský
- orlicie bornejská
- želva černavá
- gaviál indický
- krokodýl kubánský
- velemyš obláčková
- velemyš největší
- přímorožec beisa
- satyr Cabotův

##### Mezinárodní plemenná kniha (ISB)
- kůň Převalského

##### Monitoring druhu EAZA
- hutie kubánská
- mara slaništní
- komba jižní
- tahr himálajský
- komplex kočky bengálské sensu lato
- lori vlnkovaný
- lori sumbawský
- tricha orlí
- amazoňan jamajský

#### Seznamy druhů, pro něž vedla zoo plemenné knihy a záchovné programy na jaře 2018

##### Evropský záchovný program (EEP)
- sup mrchožravý – chov v Zoo Praha
- bažant Edwardsův – chov v Zoo Praha
- hroznýšovec kubánský – chov v Zoo Praha

##### Evropská plemenná kniha (ESB)
- gaviál indický – chov v Zoo Praha
- hroznýšovec kubánský – chov v Zoo Praha
- orlície bornejská – chov v Zoo Praha
- želva černavá – chov v Zoo Praha
- komba jižní – chov v Zoo Praha – od září 2018 již jen v nižší úrovni evropského monitoringu
- komba ušatá – chov v Zoo Praha – od září 2018 povýšeno evropský záchovný program[146]
- přímorožec beisa – chov v Zoo Praha
- velemyš největší – chov v Zoo Praha
- velemyš obláčková – chov v Zoo Praha
- amazoňan jamajský – chov v Zoo Praha
- bažant Edwardsův – chov v Zoo Praha
- satyr Cabotův
- sup mrchožravý – chov v Zoo Praha

##### Mezinárodní plemenná kniha (ISB)
- kůň Převalského – chov v Zoo Praha
- leguán kubánský – chov v Zoo Praha

#### Celkové zapojení do záchovných programů a plemenných knih
Celkové zapojení do záchovných programů a plemenných knih – stav k 31. prosinci 2019:
- 74 druhy zařazené do evropských záchovných programů (EEP)
- 45 druhů vedených v mezinárodních plemenných knihách (ISB)
- 62 druhů vedených v evropských plemenných knihách (ESB)

Celkové zapojení do záchovných programů a plemenných knih – stav k 31. prosinci 2018:
- 64 druhy zařazené do evropských záchovných programů (EEP)
- 45 druhů vedených v mezinárodních plemenných knihách (ISB)
- 68 druhů vedených v evropských plemenných knihách (ESB)

Celkové zapojení do záchovných programů a plemenných knih – stav k 31. prosinci 2016:
- 59 druhy zařazené do evropských záchovných programů (EEP)
- 48 druhů vedených v mezinárodních plemenných knihách (ISB)
- 66 druhů vedených v evropských plemenných knihách (ESB)

Zapojení do ochranářských programů – stav k 31. prosinci 2019:
- 557 druhů ohrožených podle Červeného seznamu IUCN
- 274 CITES druhů uvedených v příloze A nařízení Rady (ES; zákaz mezinárodního obchodu)
- 37 druhů zvláště chráněných živočichů České republiky – stav k 31. prosinci 2018[148]:

- 563 druhů ohrožených podle Červeného seznamu IUCN
- 269 CITES druhů uvedených v příloze A nařízení Rady (ES; zákaz mezinárodního obchodu)
- 41 druhů zvláště chráněných živočichů České republiky – stav k 31. prosince 2016:

- 132 druhy ohrožené podle Červeného seznamu IUCN (zařazené v kategoriích „zranitelný“ až „vyhubený v přírodě“)
- 91 CITES druhů uvedených v příloze A nařízení Rady (ES; zákaz mezinárodního obchodu)
- 45 druhů zvláště chráněných živočichů České republiky

### Ochrana in-situ
Zoo Praha se dlouhodobě a zejména pak v posledních letech snaží zapojovat do mezinárodních in-situ projektů, a i několik vlastních projektů vytvořila. Marketingově jsou tyto aktivity prezentovány pod sloganem „Pomáháme jim přežít“. Projekty podporuje i veřejnost podpořit pomocí DMS nebo odevzdáním starého mobilu (na ochranářské konto jde 10 Kč za každý kus, od roku 2010 se podařilo vybrat do konce léta 2018 již takřka 700 000 Kč, dle zprávy z počátku září 2018 jde o peníze z konkrétně 69 280 ks telefonů).
Vybrané mezinárodní in-situ projekty
Přehled nejvýznamnějších in-situ projektů, v nichž je zapojena Zoo Praha:
- Návrat divokých koní – koně Převalského, Mongolsko (Zoo od roku 1959 vede mezinárodní plemennou knihu. Od roku 2011 organizace vlastních transportů koní do Mongolska /ve spolupráci s Armádou ČR a organizací ITG/. V letech 2011–2019 se jednalo o převoz 34 jedinců z Česka (resp. evropských chovů)[151] a o další čtyři v rámci vnitrostátního převozu v roce 2016.)
- Toulavý autobus a další aktivity ve střední Africe – gorily nížinné, Kamerun (Projekt zaměřený na zlepšení přístupu mladé generace k ochraně goril a dalších živočichů, i přírody jako celku. Podpora strážců rezervací.)
- Ochrana gaviála indického (Ochrana velkého druhu krokodýla v Indii, který dnes patří mezi kriticky ohrožené. Podpora sledování zvířat proti pytlákům i důraz na osvětu.)
- Ochrana supa mrchožravého (Aktivity spojené s návratem nejohroženějšího evropského supa do bulharské domoviny. Zoo Praha zároveň koordinuje chov tohoto druhu v evropských zoo.)
- Ochrana sajgy mongolské (Monitoring této vzácné antilopy, přispění k porozumění jejich života, a zabránění tak šíření nemocí, jimiž jejich populace strádá.)
- Podpora Přísně chráněné oblasti Velká Gobi A (Projekt navazuje na úspěšné aktivity s koňmi Převalského v jiné mongolské rezervaci a zaměřuje se na ochranu medvědů a zejména divokých velbloudů.)
- Návrat zubrů na Kavkaz[152]
- Ochrana gibonů annámských (Nomascus gabriellae annamensis) ve Vietnamu[153]
- Pomáháme jim přežít: bongo horský – výtěžek z prodeje jedinečných zážitkových programů zahrnujících blízká setkání návštěvníků zoo právě s bongy horskými je v rámci veřejné sbírky Pomáháme jim přežít využit pro podporu činnosti organizace Mt. Kenya Wildlife Conservancy
- Pomáháme jim přežít: morčák paranský – nejvzácnější kachna světa, dlouhodobá podpora chovné stanice v brazilském Zoopark Itatiba a od jara 2024 také jedinečná chovná skupina v pražské zoologické zahradě, na jaře 2025 návštěvníkům představena první odchovaná mláďata[154]

Ochranářské projekty na území Česka
- Návrat syslů do Trojské kotliny (Podpora kolonie syslů v areálu zoo, kde se zvířata vyskytovala až do 60. let 20. století) – ve spolupráci s AOPK
- Monitoring populace užovky podplamaté a užovky hladké a péče o ně (Snaha zachovat životaschopnou populaci užovek v místech jejich přirozeného výskytu a zároveň osvěta návštěvníků zoo)
- Ochrana ještěrky zelené (Revitalizace území v zoo pro podporu opětovného rozšíření tohoto dříve tradičně se vyskytujícího druhu)
- Monitoring volně žijící kolonie kvakoše nočního v areálu zoologické zahrady
- Pomáháme přežít českému karasovi[155] - záchranný chov karase obecného v areálu pražské zoo[156] a následné vypouštění [157] do předem vybraných lokalit [158]
- Návrat modráska východního v lokalitě Sklenářka – podpora obnovy populace motýlů na místě historického výskytu vhodnou péčí o lokalitu a vysazováním odchovaných housenek[159][160]

Minulé ochranářské projekty
- Záchrana antilop Derbyho v Senegalu
- Ochrana saoly (Podpora zajištění přežití extrémně vzácné antilopy v JV Asii)
- Návrat adaxů do severoafrických pouští (Monitoring a zamezení ilegálního zabíjení zvířat)
- Reintrodukce orlosupa bradatého (Vypouštění dravců do původního alpského prostředí)
- Ochrana laoše (Hrozba vyhubení, snaha založit záchranný chov v lidské péči)
- Ochrana jihoasijských pěvců (Podpora chovu vzácných ptáků, zejména krasek krátkoocasých či sojkovců na Jávě – metodická výuka chovu ohrožených sojkovců Cikananze, Jáva, Indonésie)
- Reintrodukce majny Rotschildovy na Bali
- Pesisir Balikpapan (ochrana území Balikpapanského zálivu, východní pobřeží Bornea)[161] – projekt Zoo Ústí nad Labem, Zoo Praha zapojena od listopadu 2018.
- Ochrana sojkovce modrotemenného (Podpora životaschopné populace v Číně)
- Záchrana výra filipínského (Podpora vytvoření životaschopné záložní populace v lidské péči – výstavba voliér v záchranné stanici na Filipínách)
- Reintrodukce sovy pálené ve středních Čechách
- Reintrodukce a monitoring sýčka obecného na území Prahy a ve Středních Čechách

### Sbírka na pomoc Austrálii
V reakci na rozsáhlé požáry v Austrálii vypsala Zoo Praha na počátku ledna 2020 sbírkovou akci Pomáhejte s námi australské fauně postižené požáry! jako speciální část dlouhodobého projektu (sbírky) Pomáháme jim přežít. Za dva a půl dne se podařilo získat přes jeden milion Kč; za dva a půl týdne pak téměř 13,5 mil. Kč. Za první měsíc sbírky byla pokořena hranice 20 mil. Kč. Na částce se v tu dobu podílelo 17 tisíc dárců, nejvyšší dar činil jeden milion Kč. Hned v úvodu akce věnovala Zoo Praha 160 000 Kč z tzv. Tří korun ze vstupu, a to konkrétně na sbírku Bushfire Emergency Wildlife Fund. Akce je plánovaná jako dlouhodobá na podporu přírody Austrálie.
V průběhu ledna a února 2020 byly podpořeny tyto organizace a aktivity:
- Bushfire Emergency Wildlife Fund pod správou organizace zoologických zahrad Zoos Victoria. Prostřednictvím těchto financí je zajišťována akutní veterinární péče a také vědecký výzkum (např. náhradní zdroje potravy).
- NSW Wildlife Information Rescue and Education Service (WIRES) – největší australská organizace na záchranu volně žijících zvířat
- Adelaide Zoo – podpora koalů: veterinární péče
- Kangaroo Island Land for Wildlife, Klokaní ostrov
- Mt Rothwell – zejména podpora protipožárních opatření[166]

Na podpoře se v únoru 2020 rovněž podílela chovatelka Zoo Praha přímo v Austrálii, konkrétně v Healesville Sanctuary.
V červnu 2020 byla uvedena výstava u vzdělávacího centra reflektující aktivity zoo v souvislosti se sbírkou, vydána brožura a rovněž proběhla tisková konference, na níž bylo oznámeno, že do 22. 6. 2020 bylo vybráno 22 761 332 Kč a již více než 20 mil. Kč bylo rozděleno.
Kromě bezprostřední pomoci směřovala podstatná část financí (takřka 13,5 mil. Kč) ke třem dlouhodobým projektům – posílení chovného programu paropuchy corroboree, podpoře chovného programu a vybudování nového útočiště pro klokany skalní (jižní) a translokace vakoplcha trpasličího.
Tuto sbírkovou akci podpořily rovněž další české zoologické zahrady, např. Zoo Na Hrádečku či Zoo Ostrava.

## Významné chovatelské úspěchy

### Významné prvoodchovy (výběr)
Výběr z historie významných odchovů k červnu 2023 

#### Prvoodchovy v rámci světových zoo
- kondor andský (1937)[172] – dle nových zjištění pravděpodobně druhý odchov na světě po Zoo Berlín[173]
- medvěd lední – první umělý odchov na světě, samička Ilun (1942)[172]
- dracena guyanská (1998)[174]
- hyena čabraková – první přirozený odchov na světě (1998)[174]
- kůň Převalského – první umělý odchov na světě (2001)[175]
- gekončík východoafrický (2007)[176]
- amazoňan jamajský (2008)[177]
- zebřička timorská (2008).[177] Jedná se o poddruh zebřičky pestré[178]
- želva Smithova (2008)[177]
- agamka písečná (2012)[179]
- paještěrka písečná (2012)[179]
- agama stepní (2012)[179]
- želva korunkatá (2012)[180] – světový prvoodchov nejenom v zoo;[181][182]
- sojkovec rezavouchý (2012)[183][179]
- trnorep mezopotámský (2014)[184]
- holub černobronzový (2017)[185][186]
- ketupa Pelova (2024) – „rybí sova“, světový prvoodchov náročného potravního specialisty[187]

#### Prvoodchovy v rámci zoo Evropy
- leguán kubánský – zároveň teprve druhý odchov ve světových zoo (1993)[188]
- varan smaragdový (1996)[189][190]
- medojed – první přirozený odchov v Evropě (2004)
- žluna větší (2005)[191]
- šípovec nosatý (2006)[192]
- sojkovec šedohnědý (2006)[193]
- ketupa malajská – první přirozený odchov v evropských zoo (2009)[194]
- promyka červená (2010)[188]
- sojkovec dvoubarvý – první přirozený odchov v Evropě (2010)[188]
- holub podkovní (2010)[188]
- želva texaská (2010)[195]
- sojkovec vlnkohřbetý (2011)[196]
- želva pardálí – prvoodchov v druhé generaci (2011)[197]
- agama turkestánská (2012)[193]
- kachnička obojková (2014)[198][184]
- rypoš obří (2014)[184]
- klokan Hagenův (2016)[199]
- batagur tuntong (2019)[200]
- šnekojed kýlnatý (2019)[201]
- leguán kyjoocasý (2019)[201]
- želva dlaždicovitá (2023)[202]
- luskoun krátkoocasý (2023)[203]

#### Prvoodchovy v rámci zoo kontinentální Evropy
- vydra hladkosrstá (2017)[186]
- tricha orlí (2020)[204]

#### Prvoodchovy v rámci českých zoo
- pes hyenový (1957)[205]
- hutie kubánská (60. léta 20. století)[206]
- orangutan sumaterský (1971) – vůbec první orangutan narozený v Československu[172]
- gepard štíhlý (1972) – druhý odchov na světě[172]
- kasuár přilbový (1998)[207]
- vari červený (1998)[207]
- lori kardinálský (1998)[207]
- volavčík člunozobý (1999)[208]
- sup mrchožravý (2000)[193]
- holub růžový (2001)[175]
- přímorožec beisa (2001)[175]
- takin indický (2001)[175]
- gorila nížinná (2004)[209]
- pásovec štětinatý (2004)[209]
- akuči zelený (2004)[209]
- kolpík růžový (2004)[209]
- čáp simbil (2004)[209]
- křepelka madagaskarská (2004)[209]
- perepel šupinkový /perepel černokrký/ (2004)[209]
- hrdlička jihoasijská (2004)[209]
- lori tříbarvý (2004)[209]
- lori zelenoocasý (2004)[209]
- sojkovec černohrdlý (2004)[209]
- bulbul červenouchý (2004)[209]
- bulbul zahradní (2004)[209]
- kuskus pozemní (2005)[210]
- lvíček zlatohlavý (2005)[210]
- hlodoun menší (2005)[210]
- veverka kapská (2005)[210]
- mangusta trpasličí (2005)[210]
- manul (2005)[210]
- bulbulčík černý (bělohlavý) (2005)[191]
- irena tyrkysová (2005)[191]
- kruhoočko japonské (2005)[191]
- želva annámská (2005)[210]
- želva tlustohrdlá (2006)[192]
- sojkovec rezavočelý (2006)[193]
- hoko přílbový (2006)[211]
- křeček velký (2007)[176]
- orlície bornejská (2007)[176]
- želva kubánská (2007)[176]
- želva Oldhamova (2007)[176]
- dvojzoborožec nosorožčí (2007)[200]
- muntžak malý (2008)[177]
- velemyš obláčková (2008)[177]
- talapoin severní (2008)[193]
- husovec strakatý (2008)[177]
- timálie rudolící (2008)[177]
- bukáček malý (2009)[194]
- sojkovec rezavokřídlý (2009)[194]
- gundi saharský (2009)[194]
- pásovec kulovitý (2009)[194]
- tayra (2011)[180]
- koroptev hnědoprsá (2011)[212]
- zejozob africký (2012)[213]
- slípka modrá (2012)
- špaček holohlavý (2012)
- kachna temná (2012)
- lori žlutoskvrnný (2012)
- sojkovec modrotemenný – společně se Zoo Plzeň (2012)
- svišť lesní (2013)[181]
- volavka vlasatá (2013)
- kachnice bělohlavá (2013)[181]
- želva ostnitá (2013)[181]
- flétňák australský (2013)[214][215] – oceněno v soutěži Bílý slon
- amazoňan rudoocasý (2014)[184]
- amazoňan modrobradý (2014)[184]
- amazoňan šedohlavý (2014) – jediné toho roku vylíhlé mládě v evropských zoo[184]
- lori mnohobarvý balijský (2014)[184]
- páv zelený (2014)[184]
- puštík brýlatý (2014)[184]
- bércoun rezavý (2014)[184]
- klokan horský (2014)[184]
- klokan bažinný (2015)[216]
- komba jižní (2015)[217]
- sob karelský (2015)[217]
- sova indická (2015)[216]
- labuť malá (2015)[216]
- holub příčkoprsý (2015)[216]
- gibon stříbrný (2015)[218]
- kakadu palmový (2015) – zároveň jediný odchov rozmnožovací sezóny v evropských zoo[219]
- mada modrotemenný (2016)[220]
- dikobraz palawanský (2016)[186] – zároveň druhý odchov v Evropě
- tamarín bělovousý (2016)[193]
- sojkovec stříbrouchý (2016)[193]
- zoborožec rýhozobý (2017)[221][186]
- vlhovec Chapmanův (2017)[186]
- kakadu palmový (první přirozený 2017)[222]
- kormorán černobílý (2018)[223]
- pekari Wagnerův (2019) – třetí zoo v Evropě[224]
- ibis madagaskarský (2019)[225][201]
- bažant bronzový (2019)[201]
- varanovec bornejský (2018)[226]

### Ocenění
Ocenění v soutěži Bílý slon o odchovek roku mezi českými a slovenskými zoo:
- 1994: 1. místo: zoborožec kaferský; 2. místo: hrabáč kapský[227]
- 1995: 2. místo: marabu africký[227]
- 1996: 2. místo v kategorii ptáci: kondor krocanovitý[227]
- 1997: 1. místo v kategorii savci: bodlín tanrek; 1. místo v kategorii ostatní: varan smaragdový; 2. místo v kategorii savci: hyena čabraková; 2. místo v kategorii ostatní: leguán kubánský; 3. místo v kategorii ptáci: orel bělohlavý; 3. místo v kategorii ostatní: želva skalní[227]
- 1999: 1. místo v kategorii ptáci: orlosup bradatý; 1. místo v kategorii ostatní: leguán nosorohý; 3. místo v kategorii ptáci: volavčík člunozobý[228]
- 2000: 2. místo v kategorii ptáci: sup mrchožravý; 3. místo v kategorii ptáci: kasuár přilbový[228]
- 2001: 2. místo v kategorii ptáci: lori černohlavý, 2. místo v kategorii ostatní: dracéna krokodýlovitá[229]
- 2002: 1. místo v kategorii ptáci: ledňák modrokřídlý[229]
- 2003: 1. místo v kategorii ptáci: lorikul modrobradý; 3. místo v kategorii ptáci: loríček rudobradý[229]
- 2004: 1. místo v kategorii savci: medojed kapský; 1. místo v kategorii ptáci: čáp simbil; 3. místo v kategorii ptáci: perepel černohrdlý; 3. místo v kategorii ostatní: varan mangrovový[229]
- 2005: 1. místo v kategorii ptáci: žluna větší; 1. místo v kategorii ostatní: agamka zajsanská; 2. místo v kategorii ostatní: agama osadní; 3. místo v kategorii savci: gorila nížinná[229]
- 2006: 1. místo v kategorii ostatní: želva annámská; 2. místo v kategorii savci: hlodoun menší; 3. místo v kategorii ostatní: vejcožrout rezavý[230]
- 2007: 1. místo v kategorii ostatní: varan komodský; 2. místo v kategorii savci: levhart obláčkový; 3. místo v kategorii ptáci: mandelík hajní; 3. místo v kategorii ostatní: šípovec nosatý[230]
- 2008: 1. místo v kategorii savci: velemyš obláčková; 2. místo v kategorii ptáci: amazoňan jamajský; 3. místo v kategorii ptáci: dvojzoborožec velký; 3. místo v kategorii ostatní: gekončík východoafrický[230]
- 2009: 2. místo v kategorii ostatní: želva Smithova; 3. místo v kategorii ptáci: ketupa malajská; 3. místo v kategorii ostatní: orlície bornejská[230]
- 2010: 1. místo v kategorii ptáci: amazoňan šedohlavý; 2. místo v kategorii ostatní: želva texaská[230]
- 2012: 2. místo v kategorii ostatní: želva pardálí jižní, 3. místo v kategorii ptáci: zejozob africký[231]
- 2013: 1. místo v kategorii ptáci: flétnák australský; 2. místo v kategorii ostatní: želva ostnitá[232]
- 2014: 1. místo v kategorii ptáci: kachnička obojková[233]
- 2019: 1. místo v kategorii ptáci: ibis madagaskarský[234]
- V letech 1995–2010 Zoo Praha získala celkem 15 prvních míst, 15 druhých míst a 14 třetích míst, což je nejvíce ze všech zúčastněných zoo.[235]

## Ředitelé

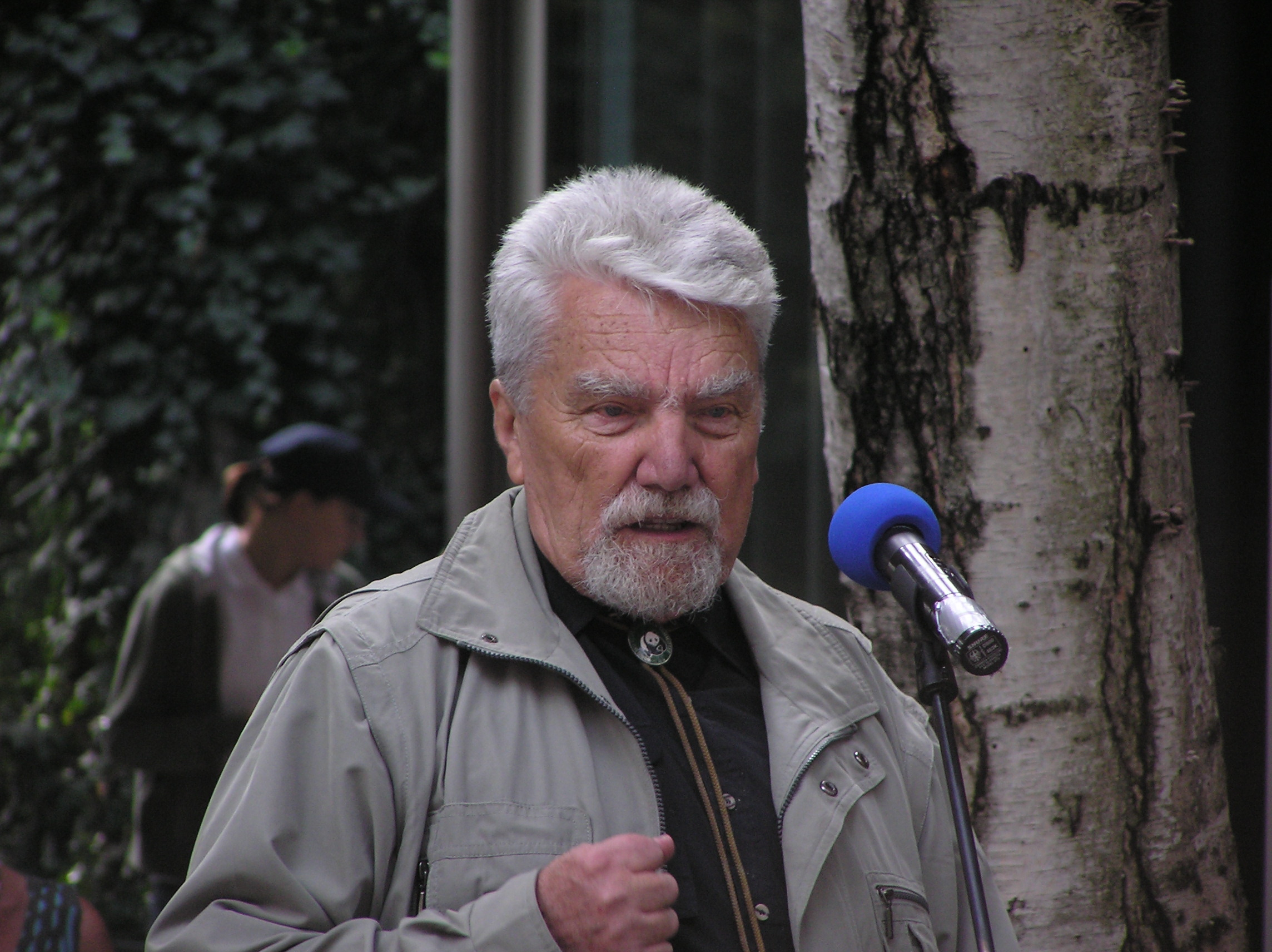
Dlouholetý ředitel Zoo Praha Zdeněk Veselovský

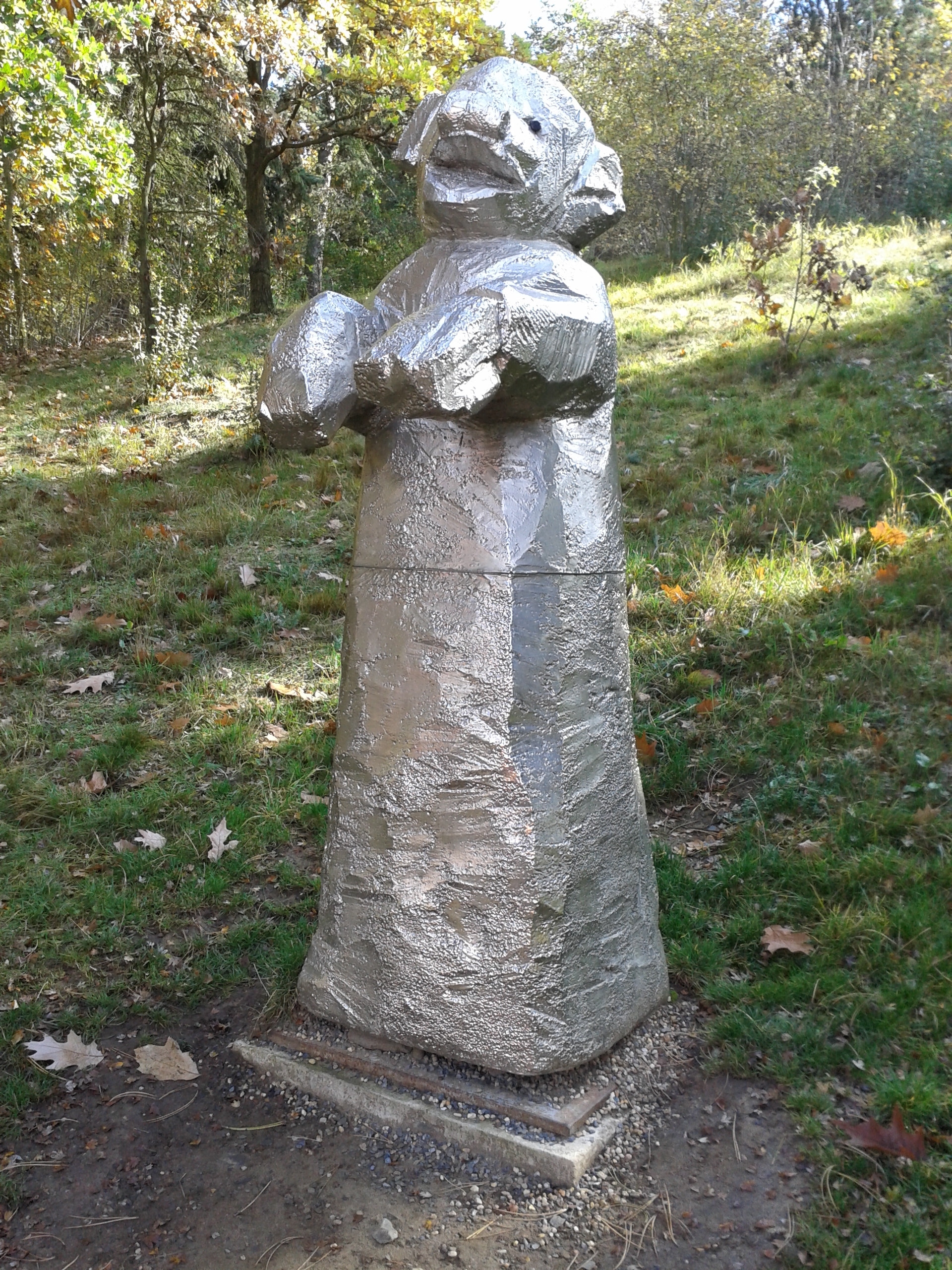
Socha lední medvědice zvané Sněhulka, Zoo Praha

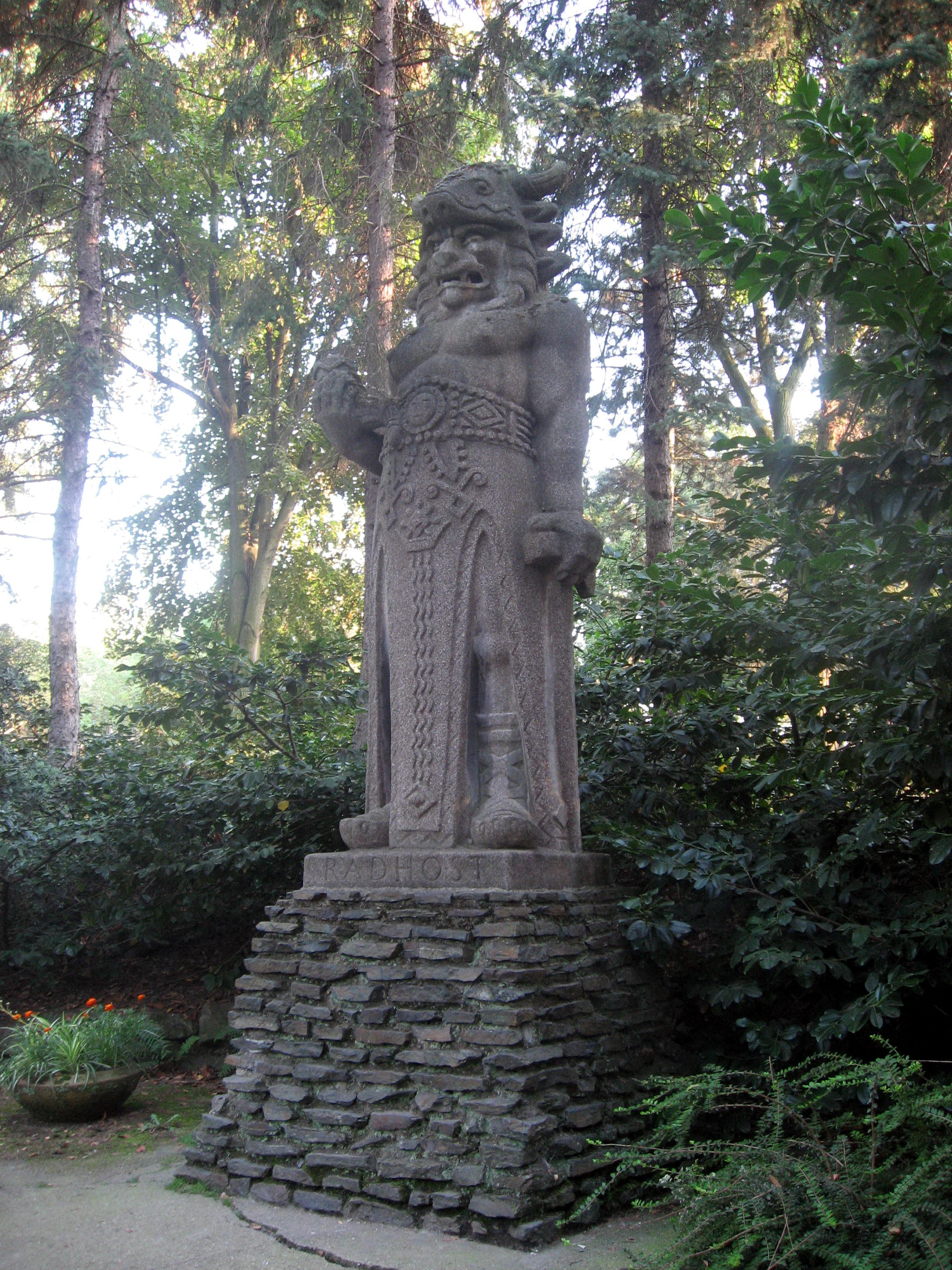
Socha Radegasta v horní části zoo

Ředitelé Zoo Praha od doby jejího otevření.
- Jiří Janda (28. září 1931 – 25. srpna 1938)
- V. J. Staněk (26. srpna 1938 – 31. října 1939)
- plukovník MVDr. Jan Vlasák (1. listopadu 1939 – 16. července 1946) [p 1]
- Jaroslav Wolf (6. června 1945 – 18. července 1945 jako dočasný národní správce)
- František Daneš (1. srpna 1946 – 30. dubna 1947)
- Antonín Turek (1. května 1947 – 28. února 1948)
- Karel Ješátko (1. března 1948 – 31. července 1948)
- Otakar Štěpánek (1. srpna 1948 – 28. února 1949)
- Zdeněk Jaroš (1. března 1949 – 28. března 1949)
- Cyril Purkyně (29. března 1949 – 30. června 1959)
- Zdeněk Veselovský (1. července 1959 – 31. prosince 1988)
- Miloslav Kalaš (1. ledna 1989 – 28. února 1990)
- Jiří Felix (25. ledna 1990 – 15. června 1990)
- Bohumil Král (15. června 1990 – 3. června 1997)
- Petr Fejk (4. června 1997 – 31. října 2009)
- Miroslav Bobek (od 1. ledna 2010)

## Doprava

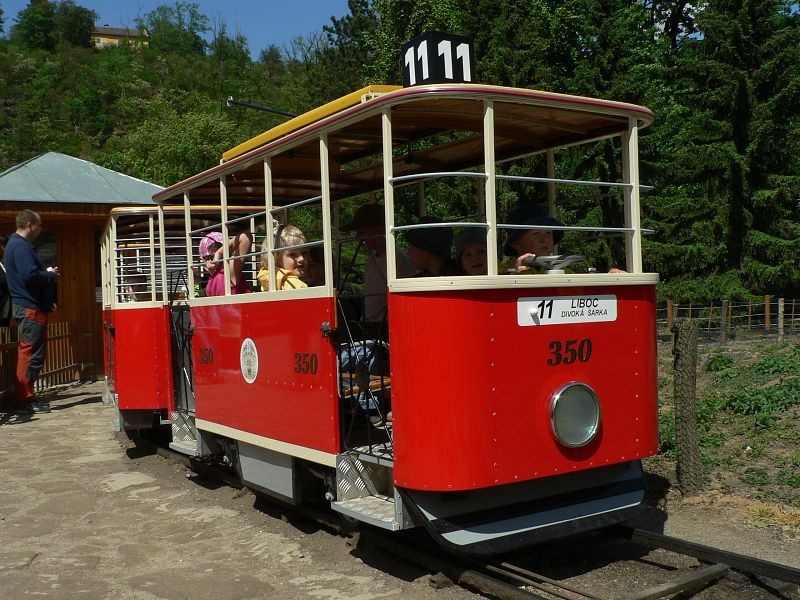
Dětská tramvaj v Zoo Praha

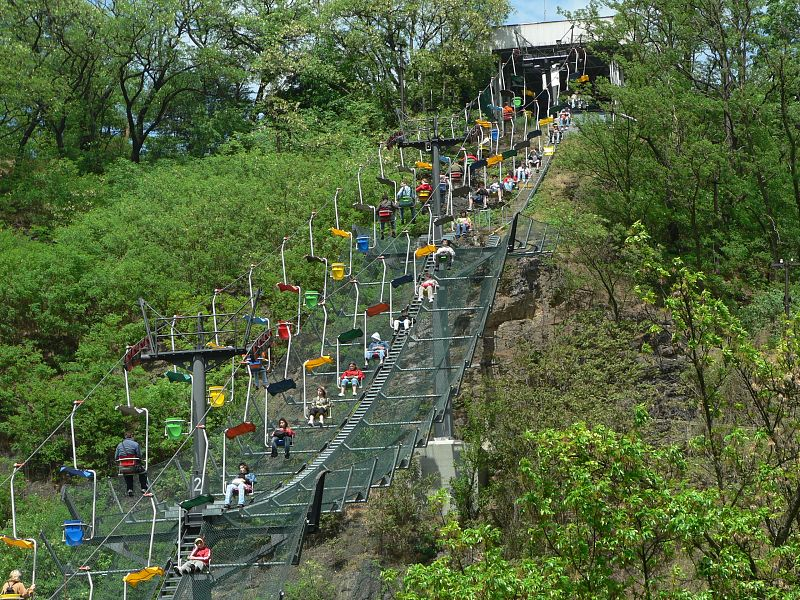
Lanovka v Zoo Praha

K trojské zoologické zahradě jezdí autobusové linky 112 a 234 z Holešovic a linky 235 a 236 z Bohnic. V minulosti sem bývaly v sezóně provozovány jako posila i speciální (tzv. účelové) zrychlené autobusové linky. Dnem 5. dubna 2008 byla zahájena doprava na lince tzv. zoobusu, rychlíkové linky, které bez zastavování v mezilehlých zastávkách jezdí po trase Nádraží Holešovice – Zoologická zahrada. Linku objednává a platí zoologická zahrada (ročně 900 000 Kč), pro cestující je přeprava bezplatná, dopravcem je Dopravní podnik hl. m. Prahy a. s. Linka jezdí o sobotách, nedělích a svátcích, a to v desetiminutovém intervalu. Linka je označena písmeny ZOO. Od roku 2010 jezdí tuto linku dopravce DPÚK.
Turisticky atraktivní je doprava lodí, které mají nedaleko zoo přístaviště pravidelných plaveb. Podél Vltavy jsou parkoviště pro zájezdové autobusy a osobní automobily. Oblast je i cyklisticky atraktivní – po břehu řeky vede značená cyklotrasa č. 2 Praha – Drážďany. Zoo je vybavena stojany na jízdní kola a lze zdarma zapůjčit zámky pro jejich uzamčení. Z důvodu velké vytíženosti linky 112 uvažoval pražský magistrát i o tramvajové trati k jižní části zoo (podél Vltavy). V nejbližších letech však její výstavba není pravděpodobná.
Horní a dolní část zoologické zahrady spojuje od roku 1977 sedačková lanová dráha, kterou provozuje Dopravní podnik hl. m. Prahy a. s. Po zahradě jezdil také silniční vláček. Pro děti je v dolní části zoo v rámci dětského areálu určena i dětská tramvaj.

## Galerie chovaných druhů

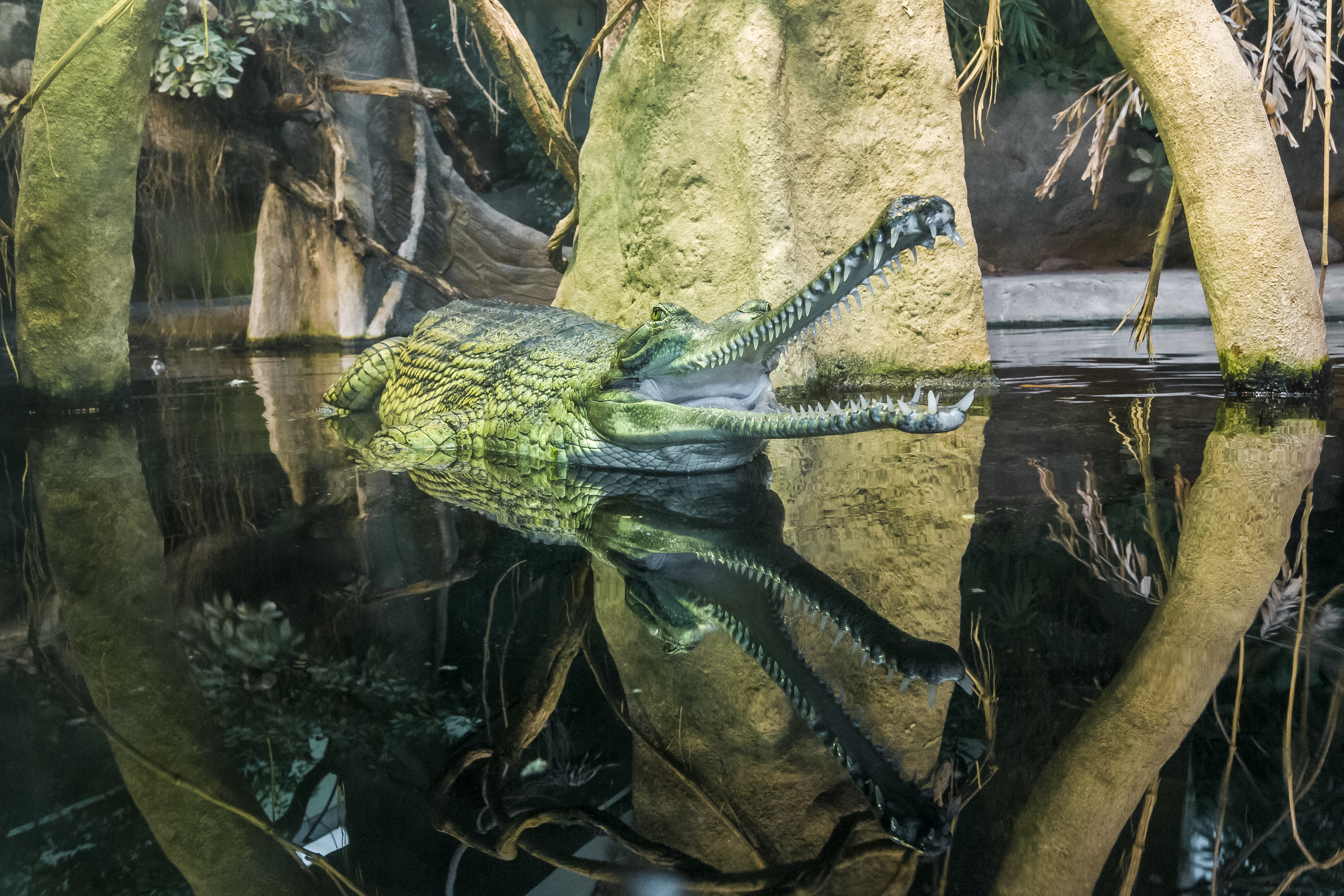
Gaviál indický
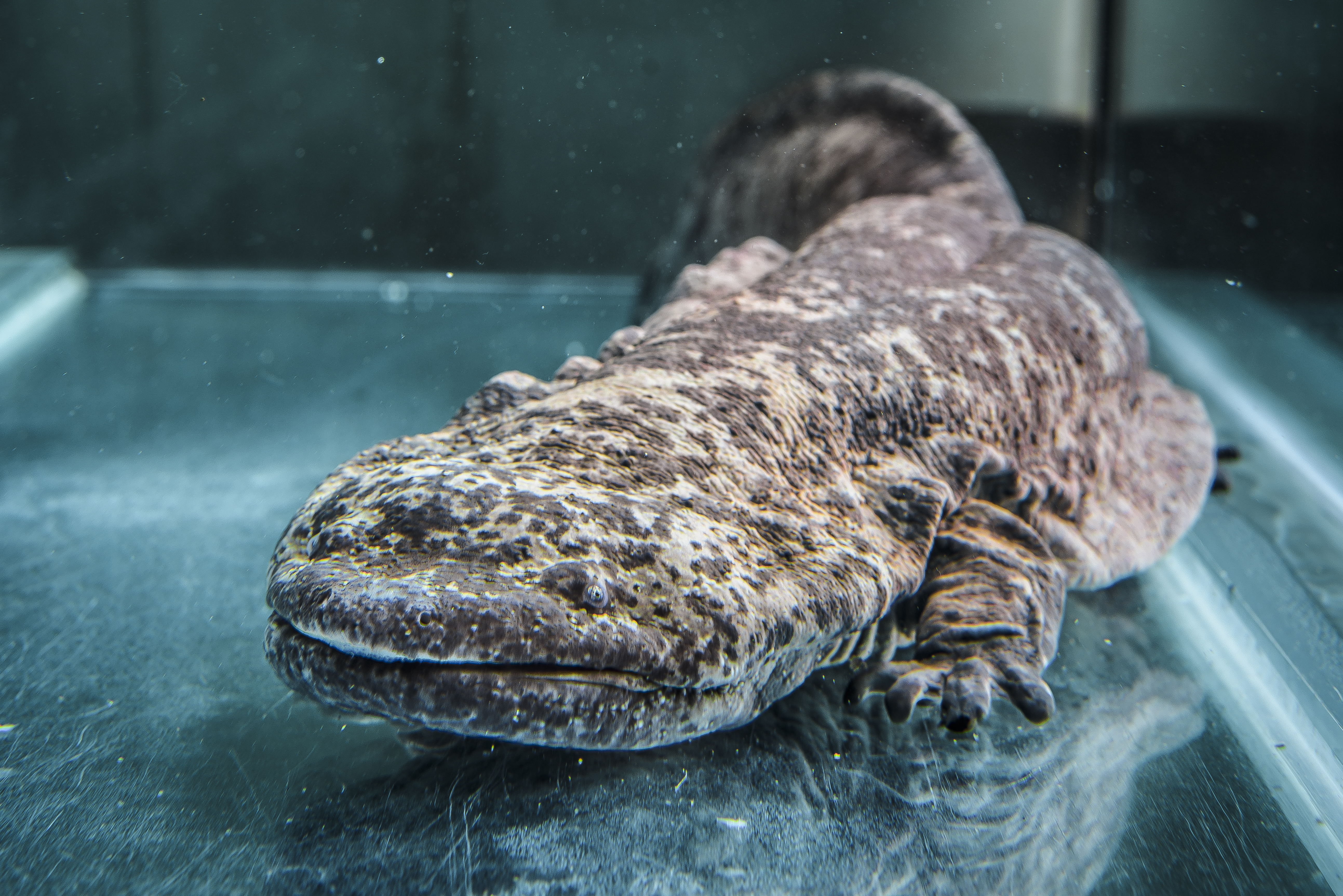
Velemlok čínský
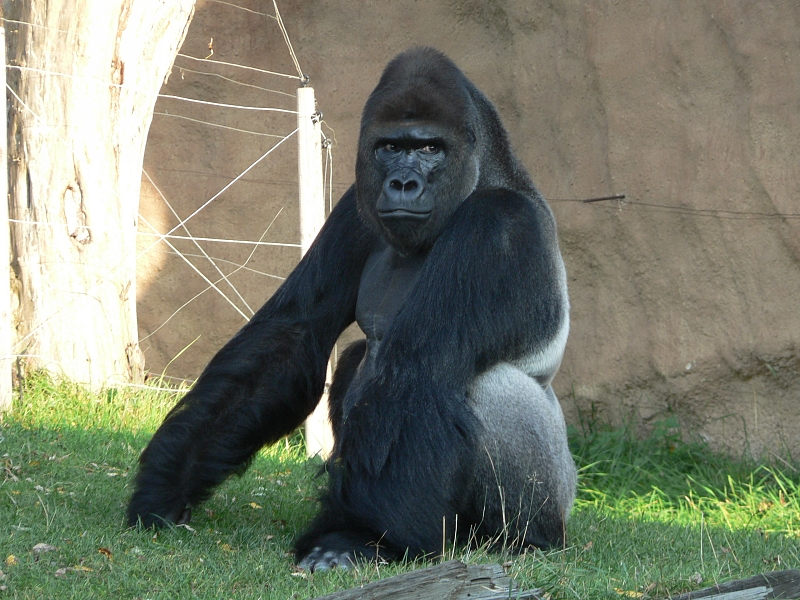
Gorila nížinná, samec Richard
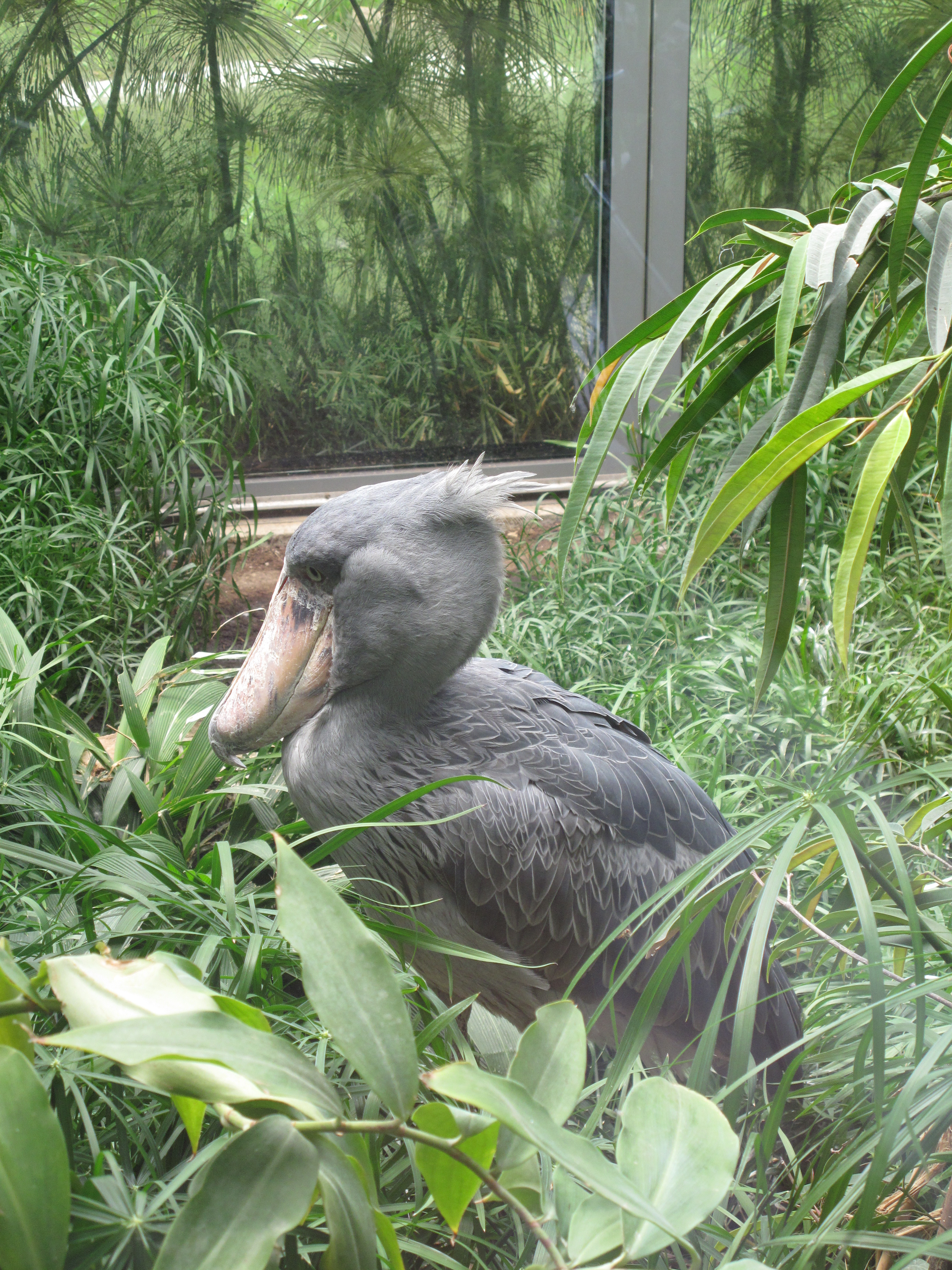
Člunozobec africký
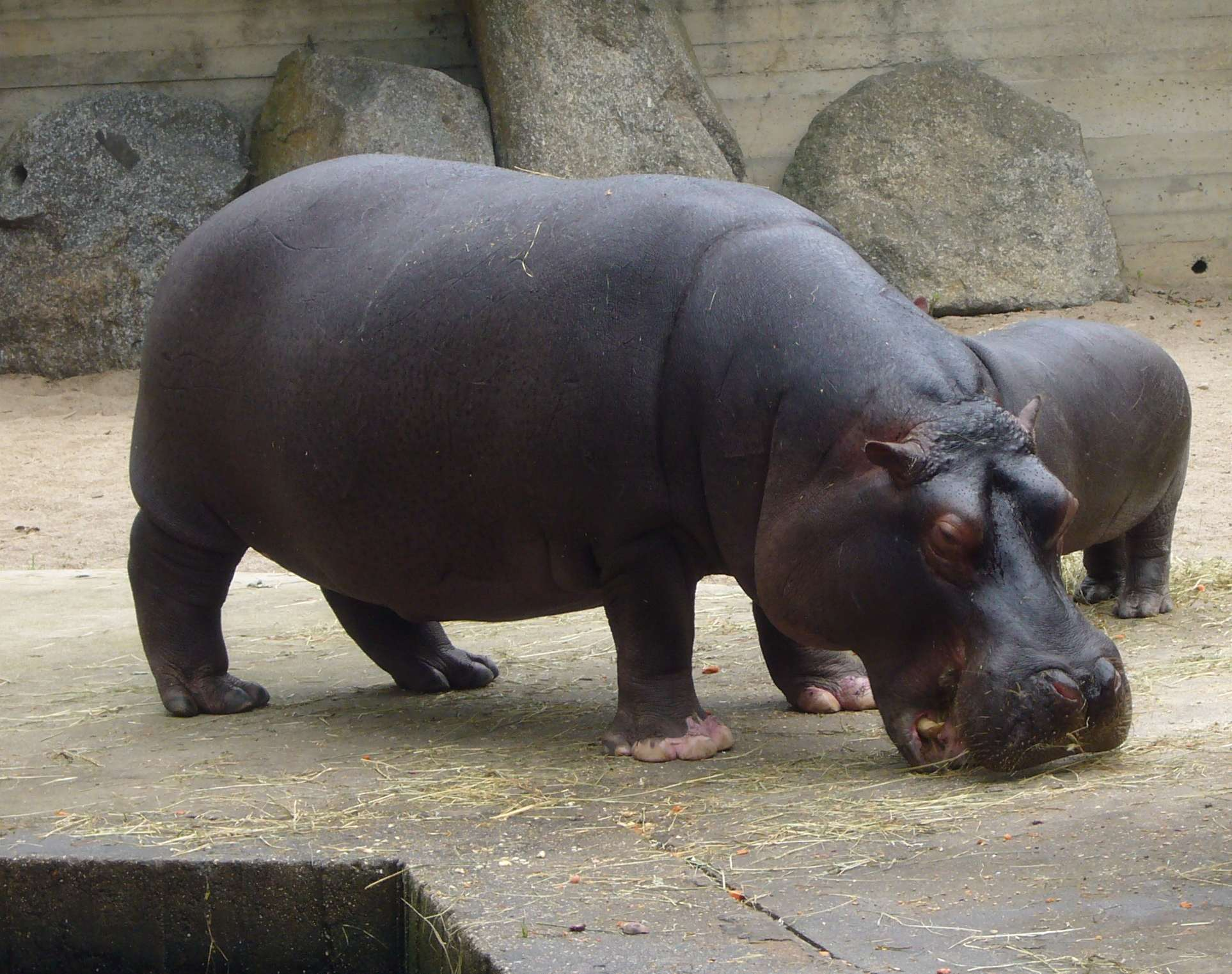
Hroch obojživelný
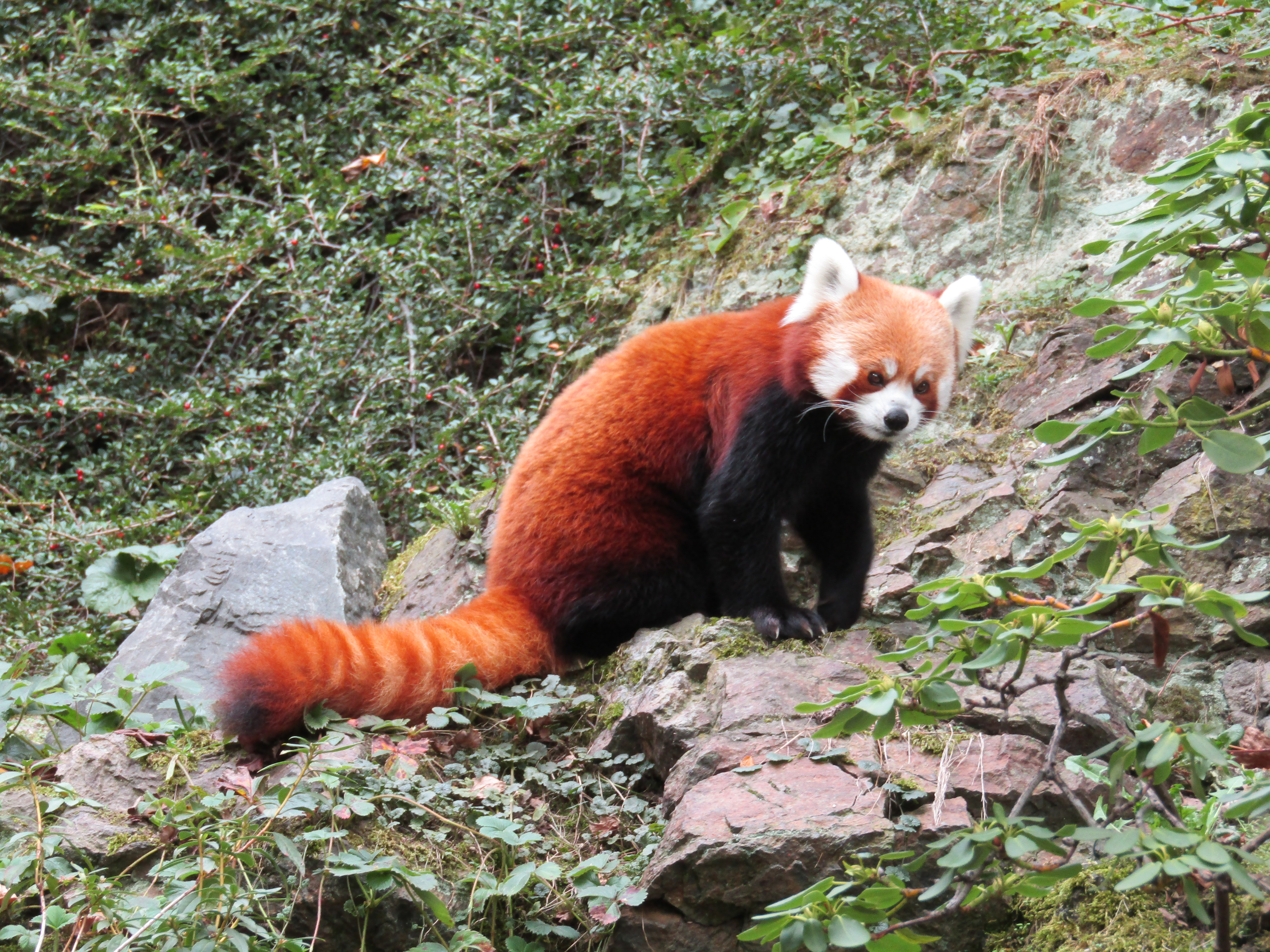
Panda červená
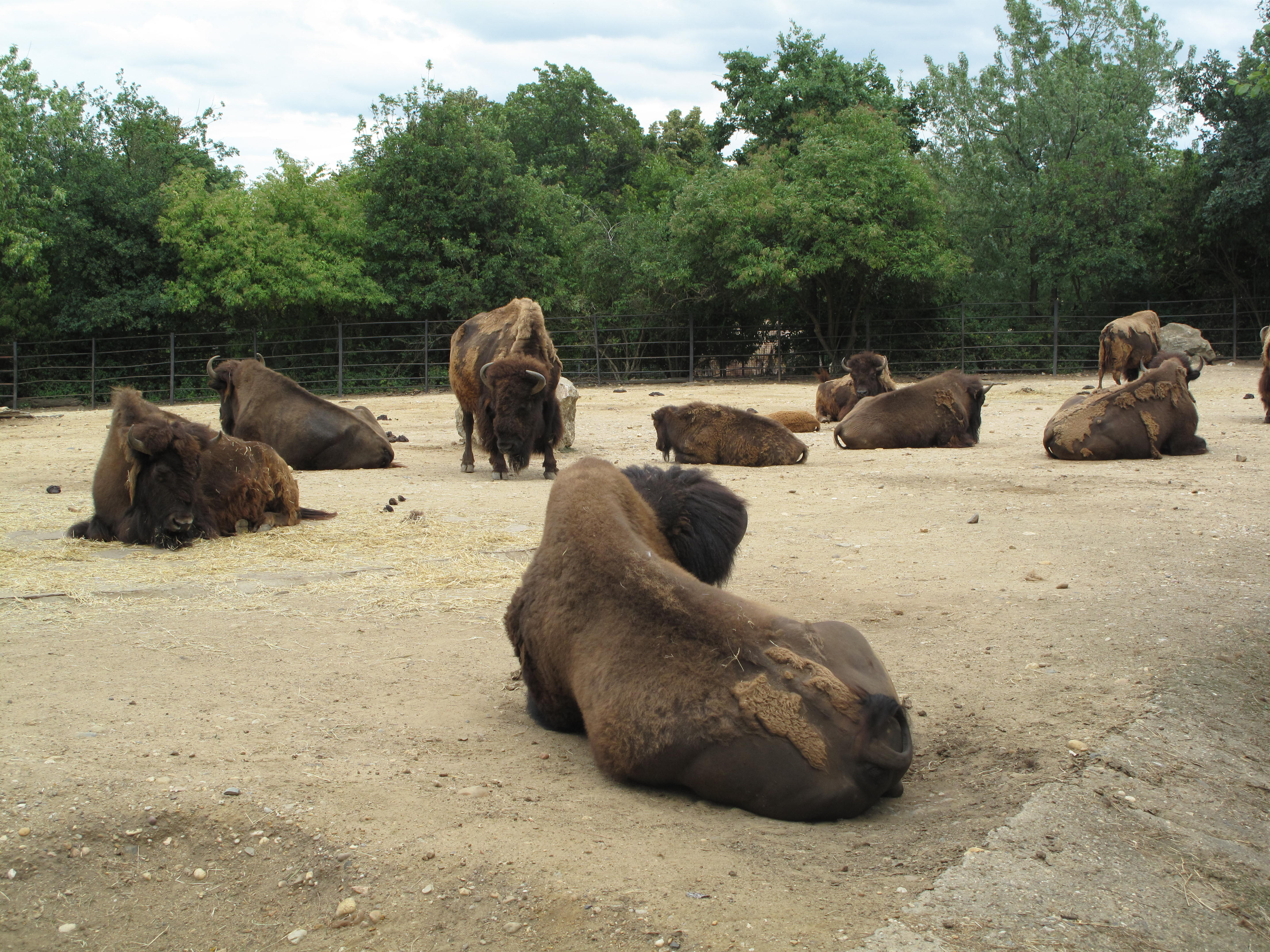
Bizon americký
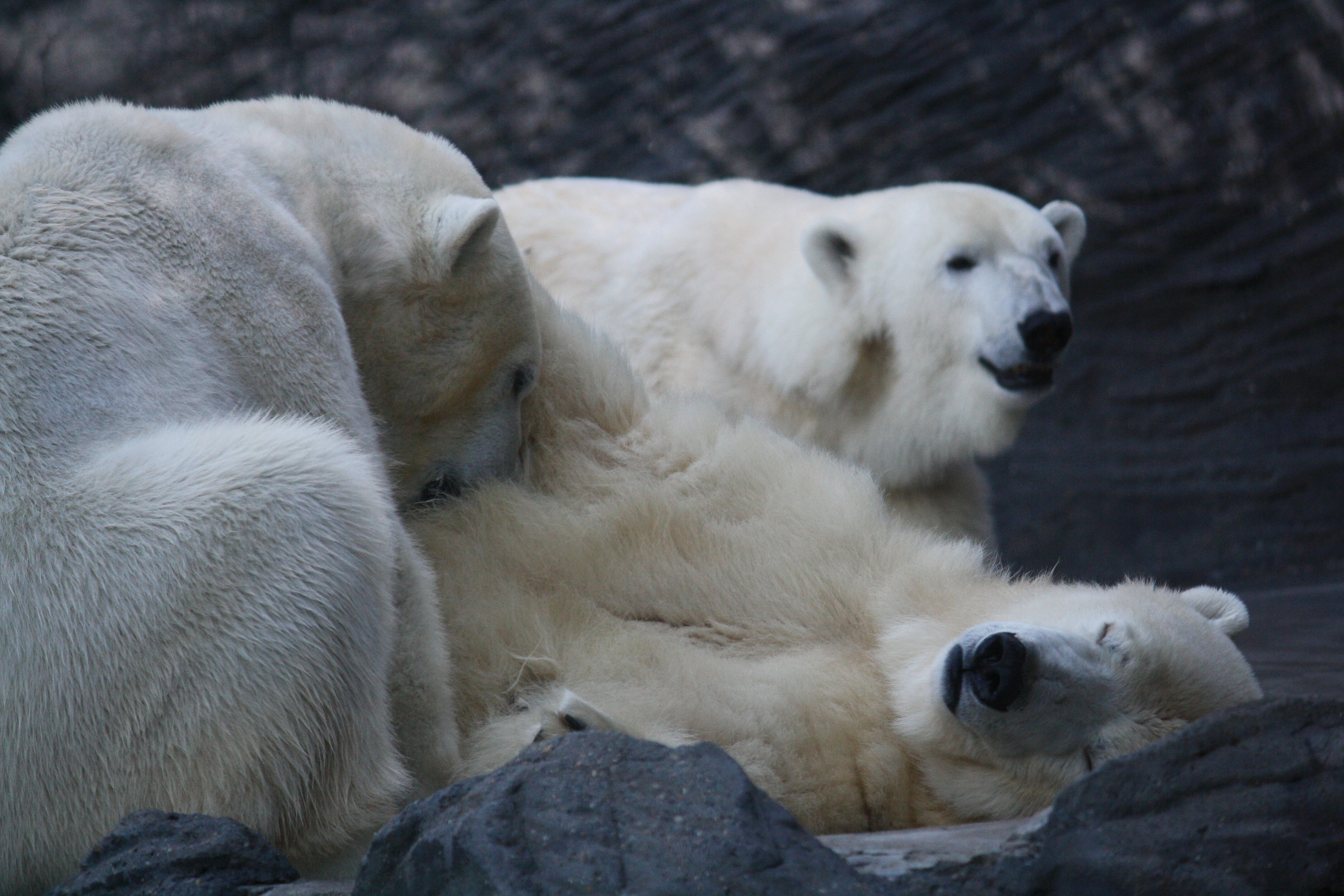
Medvěd lední
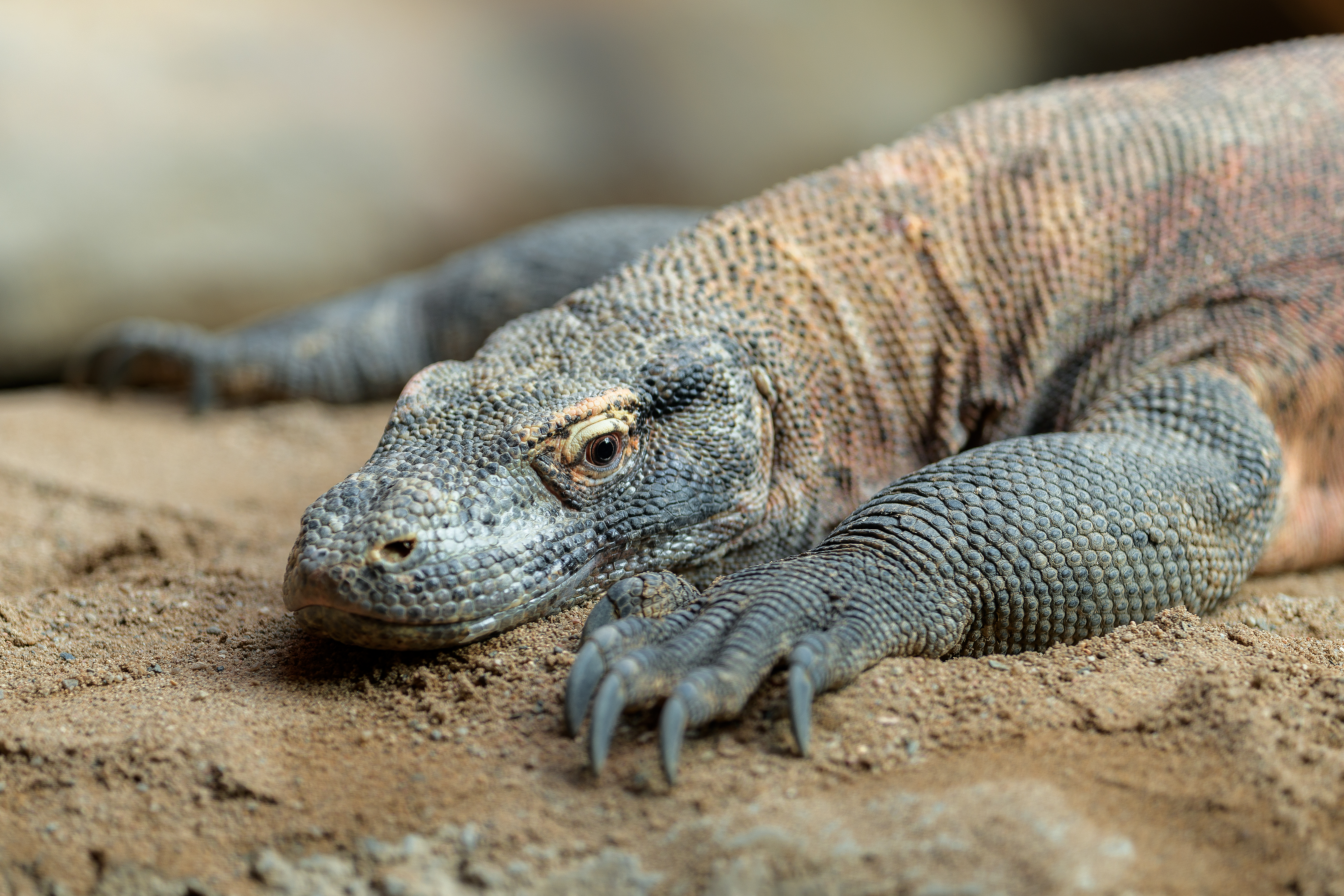
Varan komodský
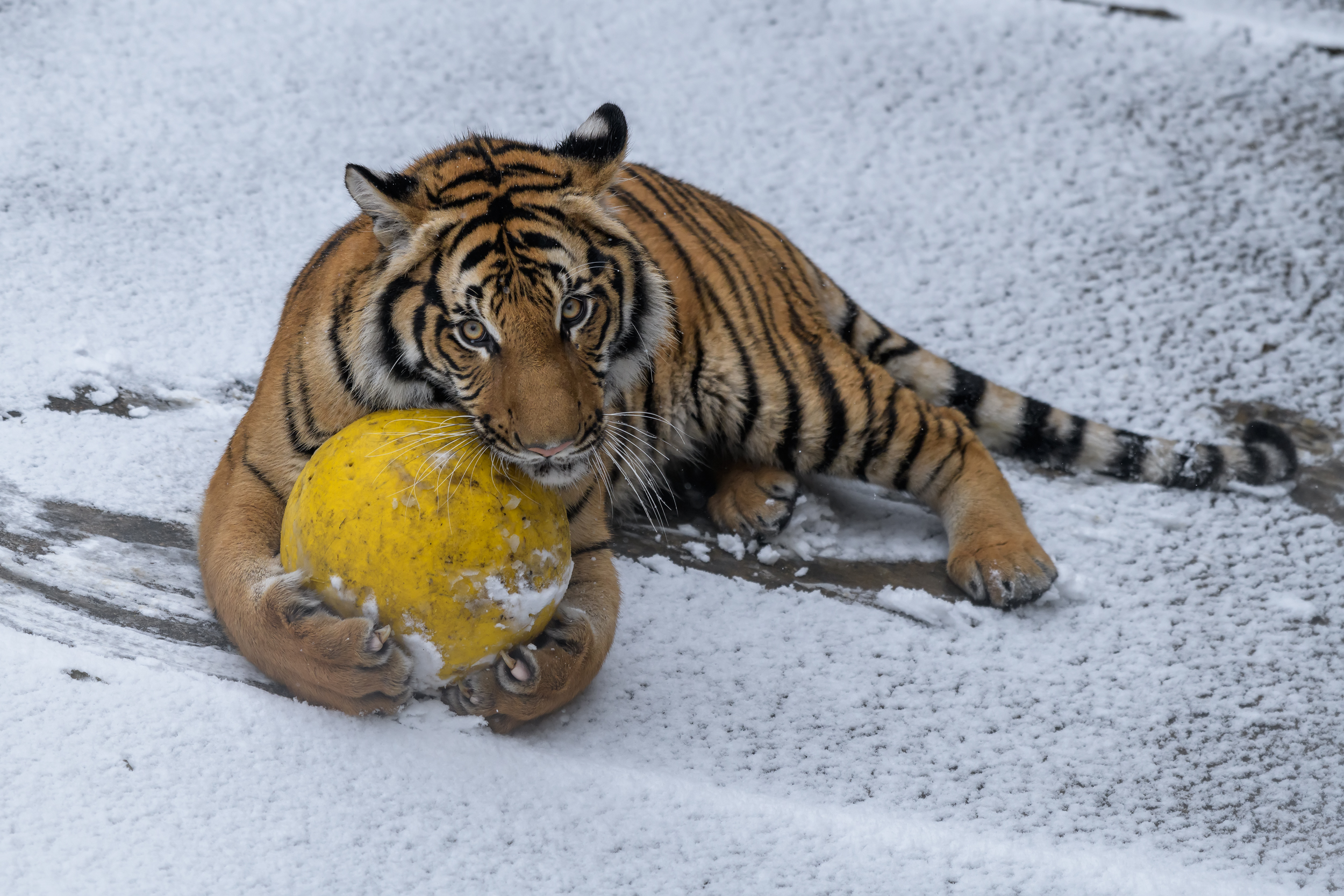
Tygr malajský
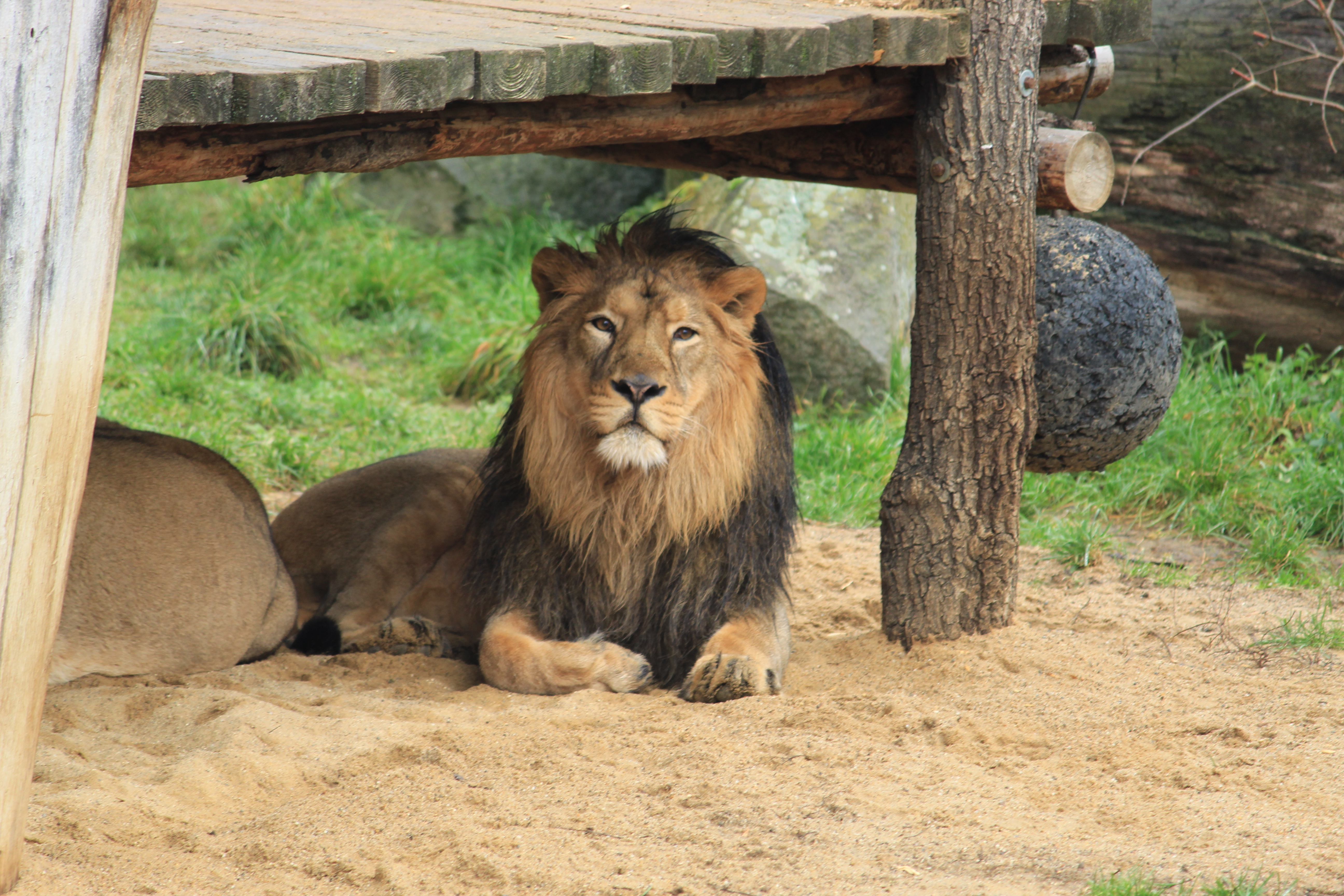
Lev indický
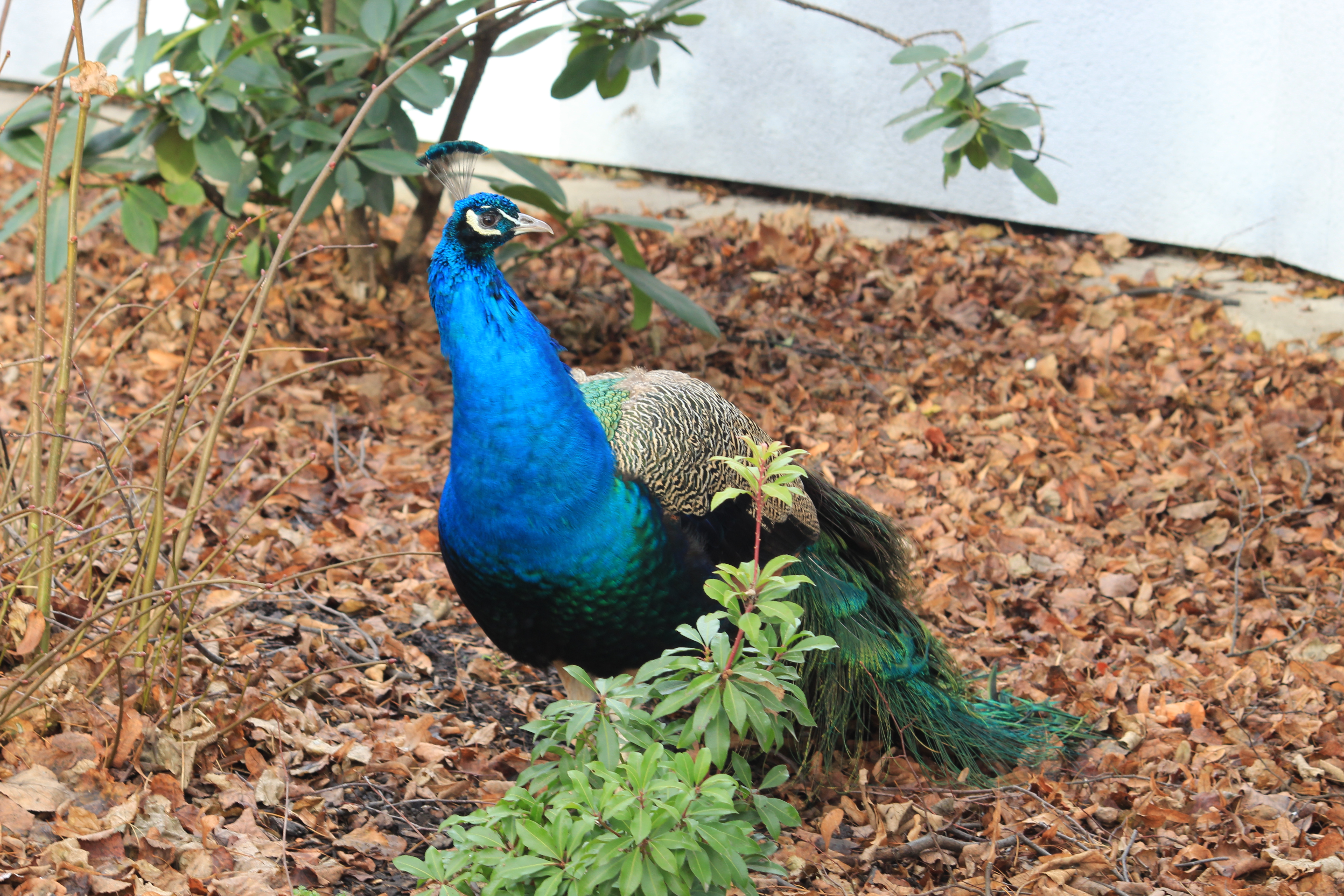
Páv korunkatý
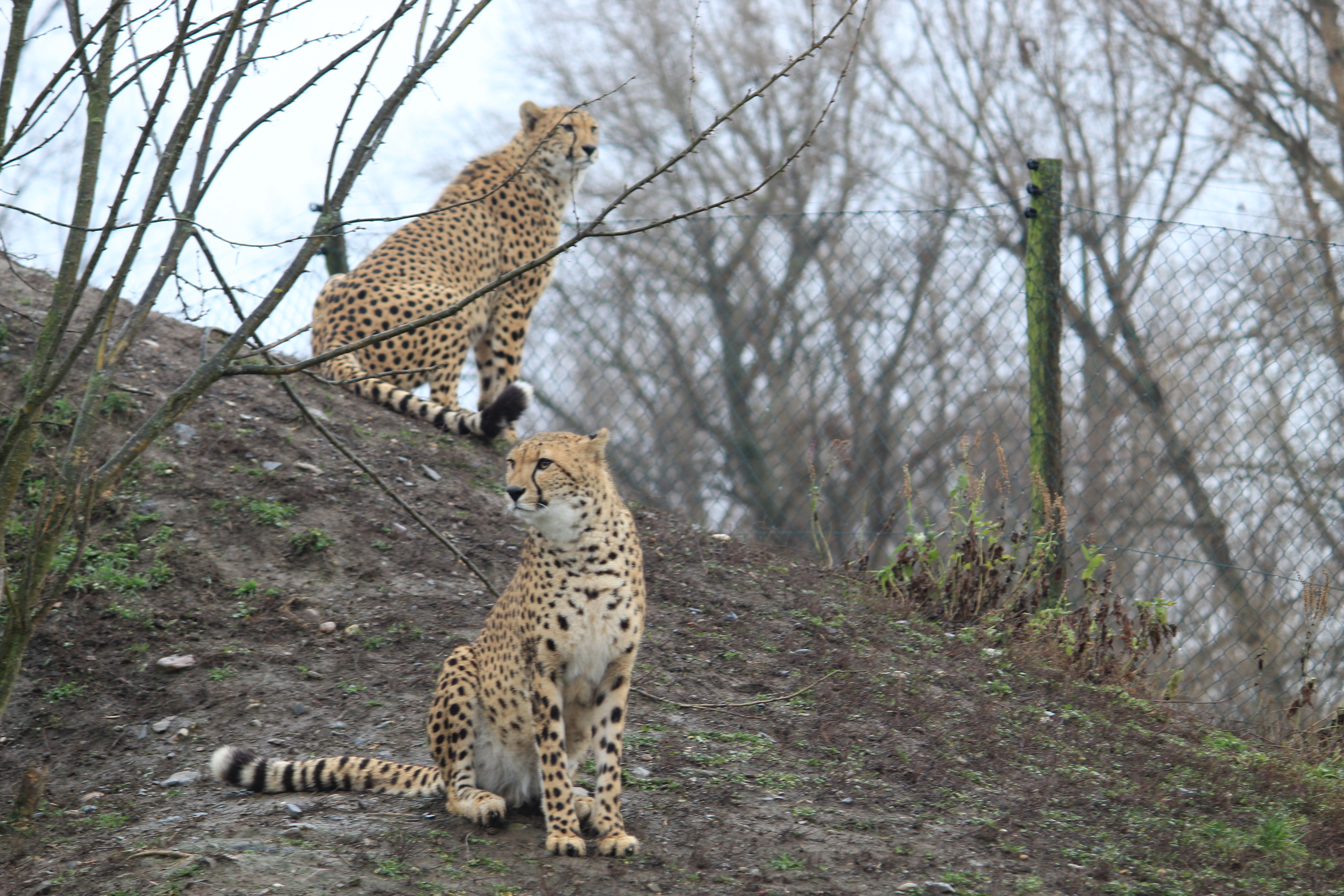
Gepard